# Dakar-rally 2015

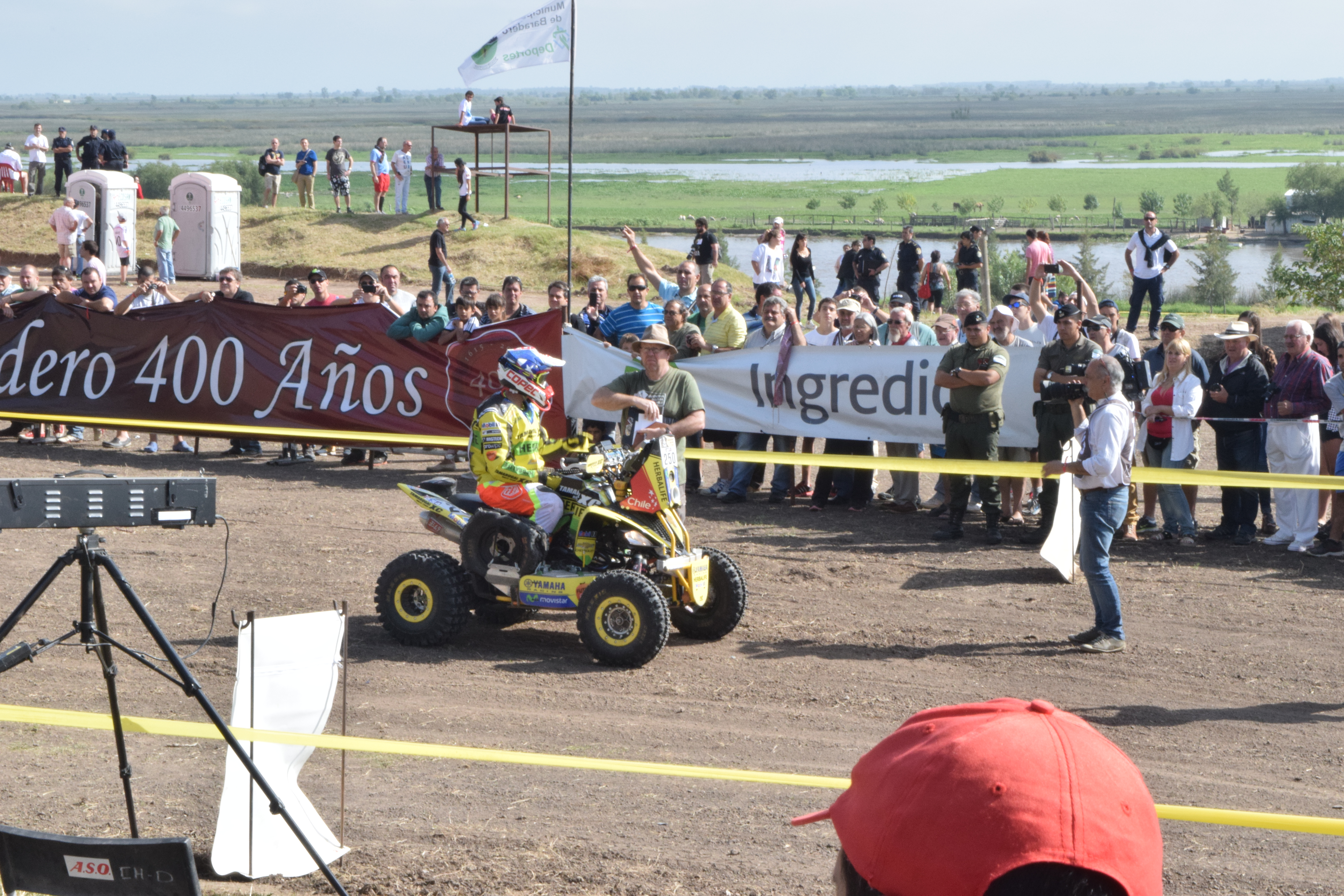
Ignacio Nicolás Casale aan de start van etappe 1

De Dakar-rally 2015 is de 37e editie van de Dakar-rally, en de 7e in Zuid-Amerika. Deze editie werd de landen Argentinië, Chili en Bolivia aangedaan. De rally startte in het Argentijnse Buenos Aires, had een rustdag in Iquique en finishte opnieuw in Buenos Aires.

## Parcours
Alle deelnemers reden 13 etappes. Etappe 7 en 8 vormden samen een zogenaamde marathonetappe. Dit houdt in dat er in het tussenliggende bivouac in Uyuni geen servicewagens mochten komen, en dat de deelnemers dus eventuele schade aan de voertuigen zelf moesten verhelpen. De motoren en quads reden deze marathonetappe na hun rustdag, de auto's en trucks voorafgaand aan hun rustdag. Voor de motoren en quads was er ook een 2e marathonetappe, bestaande uit etappe 10 en 11. Het is voor het eerst sinds 2005 dat er weer marathonetappes worden verreden. Het was ook voor het eerst dat de rustdag was gesplitst, en er dus geen dag was dat er geen etappes werden verreden.
| Etappe | Datum      | Van                                      | Naar                                     | Verbinding                                 | Special Stage                               | Verbinding                                       | Totale afstand                                      |
| ------ | ---------- | ---------------------------------------- | ---------------------------------------- | ------------------------------------------ | ------------------------------------------- | ------------------------------------------------ | --------------------------------------------------- |
| 1      | 4 januari  | Buenos Aires                             | Villa Carlos Paz                         | 144 km                                     | 175 km(Motoren/Quads/Trucks) 170 km(Auto's) | 519 km                                           | 838 km(Motoren/Quads/Trucks) 833 km(Auto's)         |
| 2      | 5 januari  | Villa Carlos Paz                         | San Juan                                 | 26 km                                      | 518 km(Motoren/Quads/Auto's) 331 km(Trucks) | 81 km(Motoren/Quads/Auto's) 289 km(Trucks)       | 625 km(Motoren/Quads/Auto's) 646 km(Trucks)         |
| 3      | 6 januari  | San Juan                                 | Chilecito                                | 282 km(Motoren/Quads) 26 km(Auto's/Trucks) | 220 km(Motoren/Quads) 284 km(Auto's/Trucks) | 155 km(Motoren/Quads) 232 km(Auto's/Trucks)      | 657 km(Motoren/Quads) 542 km(Auto's/Trucks)         |
| 4      | 7 januari  | Chilecito                                | Copiapó                                  | 594 km                                     | 315 km(Motoren/Quads/Auto's) 174 km(Trucks) | 0 km                                             | 909 km(Motoren/Quads/Auto's) 768 km(Trucks)         |
| 5      | 8 januari  | Copiapó                                  | Antofagasta                              | 174 km                                     | 458 km                                      | 65 km                                            | 697 km                                              |
| 6      | 9 januari  | Antofagasta                              | Iquique                                  | 322 km                                     | 319 km(Motoren/Quads) 255 km(Auto's/Trucks) | 47 km(Motoren/Quads) 70 km(Auto's) 48 km(Trucks) | 688 km(Motoren/Quads) 647 km(Auto's) 625 km(Trucks) |
| -      | 10 januari | Rustdag voor Motoren en Quads in Iquique | Rustdag voor Motoren en Quads in Iquique | Rustdag voor Motoren en Quads in Iquique   | Rustdag voor Motoren en Quads in Iquique    | Rustdag voor Motoren en Quads in Iquique         | Rustdag voor Motoren en Quads in Iquique            |
| 7      | 10 januari | Iquique                                  | Uyuni                                    | 392 km(Auto's) 101 km(Trucks)              | 321 km(Auto's) 335 km(Trucks)               | 4 km(Auto's) 0 km(Trucks)                        | 717 km(Auto's) 436 km(Trucks)                       |
| 7      | 11 januari | Iquique                                  | Uyuni                                    | 392 km                                     | 321 km                                      | 4 km                                             | 717 km                                              |
| 8      | 11 januari | Uyuni                                    | Iquique                                  | 24 km(Auto's) 0 km(Trucks)                 | 781 km(Auto's) 271 km(Trucks)               | 0 km                                             | 805 km(Auto's) 271 km(Trucks)                       |
| 8      | 12 januari | Uyuni                                    | Iquique                                  | 24 km                                      | 781 km                                      | 0 km                                             | 805 km                                              |
| -      | 12 januari | Rustdag voor Auto's en Trucks in Iquique | Rustdag voor Auto's en Trucks in Iquique | Rustdag voor Auto's en Trucks in Iquique   | Rustdag voor Auto's en Trucks in Iquique    | Rustdag voor Auto's en Trucks in Iquique         | Rustdag voor Auto's en Trucks in Iquique            |
| 9      | 13 januari | Iquique                                  | Calama                                   | 51 km                                      | 451 km                                      | 37 km                                            | 539 km                                              |
| 10     | 14 januari | Calama                                   | Salta                                    | 385                                        | 371 km(Motoren/Quads) 359 km(Auto's/Trucks) | 135 km(Motoren/Quads) 116 km(Auto's/Trucks)      | 791 km(Motoren/Quads) 860 km(Auto's/Trucks)         |
| 11     | 15 januari | Salta                                    | Termas de Río Hondo                      | 19 km(Motoren/Quads) 184 km(Auto's/Trucks) | 351 km(Motoren/Quads) 194 km(Auto's/Trucks) | 142 km                                           | 512 km(Motoren/Quads) 520 km(Auto's/Trucks)         |
| 12     | 16 januari | Termas de Río Hondo                      | Rosario                                  | 248 km                                     | 298 km                                      | 478 km                                           | 1024 km                                             |
| 13     | 17 januari | Rosario                                  | Buenos Aires                             | 77 km                                      | 174 km                                      | 142 km                                           | 393 km                                              |

### Afstanden
| Soort         | Afstand Motoren/Quads | Afstand Auto's | Afstand Trucks |
| ------------- | --------------------- | -------------- | -------------- |
| Verbinding    | 4543 km               | 4533 km        | 4400 km        |
| Special Stage | 4752 km               | 4578 km        | 3768 km        |
| Totaal        | 9295 km               | 9111 km        | 8168 km        |

## Deelnemers

### Aantal deelnemers
Onderstaande tabel laat zien hoeveel deelnemers er aan de start stonden, hoeveel er op de rustdag nog over waren, en hoeveel uiteindelijk de eindstreep haalden.
| Moment        | Motoren | Quads | Auto's | Trucks | Totaal |
| ------------- | ------- | ----- | ------ | ------ | ------ |
| Ingeschreven  | 161     | 45    | 137    | 63     | 406    |
| Aan de Start  | 156     | 44    | 137    | 56     | 393    |
| Na etappe 1   | 156     | 44    | 135    | 55     | 390    |
| Na etappe 2   | 142     | 37    | 131    | 55     | 365    |
| Na etappe 3   | 136     | 36    | 98     | 52     | 322    |
| Na etappe 4   | 124     | 32    | 91     | 52     | 299    |
| Na etappe 5   | 116     | 29    | 83     | 48     | 276    |
| Na etappe 6   | 112     | 23    | 78     | 45     | 258    |
| Na etappe 7   | 108     | 23    | 76     | 44     | 251    |
| Na etappe 8   | 93      | 21    | 76     | 44     | 234    |
| Na etappe 9   | 90      | 21    | 75     | 44     | 230    |
| Na etappe 10  | 82      | 19    | 71     | 44     | 216    |
| Na etappe 11  | 79      | 18    | 68     | 44     | 209    |
| Na etappe 12  | 79      | 18    | 68     | 43     | 208    |
| Aan de Finish | 79      | 18    | 68     | 43     | 208    |

### Belangrijkste deelnemers

#### Motoren
| Constructeur | Nummer | Rijder                   | Model                 | Team                                    |
| ------------ | ------ | ------------------------ | --------------------- | --------------------------------------- |
| KTM          | 1      | Marc Coma                | KTM 450 Rally Replica | KTM Red Bull Factory Team               |
| KTM          | 4      | Jordi Viladoms           | KTM 450 Rally Replica | KTM Red Bull Factory Team               |
| KTM          | 6      | Sam Sunderland           | KTM 450 Rally Replica | KTM Red Bull Factory Team               |
| KTM          | 8      | Jakub Przygoński         | KTM 450 Rally Replica | Orlen KTM Rally Factory Team            |
| KTM          | 9      | David Casteu             | KTM 450 Rally         | Casteu Adventure                        |
| KTM          | 11     | Ruben Faria              | KTM 450 Rally Replica | KTM Red Bull Factory Team               |
| KTM          | 18     | Štefan Svitko            | KTM 450 Rally Replica | Slovnaft                                |
| KTM          | 26     | Toby Price               | KTM 450 Rally Replica | KTM Red Bull Factory Team               |
| KTM          | 27     | Matthias Walkner         | KTM 450 Rally Replica | KTM Red Bull Factory Team               |
| KTM          | 38     | Thomas Berglund          | KTM 450 Rally Factory | Chavo Salvatierra Racing                |
| KTM          | 53     | Michael Pisano           | KTM 450 Rally         | JCP Motorsport                          |
| KTM          | 57     | Laurent Lazard           | KTM 450 Rally         | Moto by Elf                             |
| Honda        | 2      | Joan Barreda Bort        | Honda CRF 450 Rally   | HRC                                     |
| Honda        | 5      | Helder Rodrigues         | Honda CRF 450 Rally   | HRC                                     |
| Honda        | 7      | Paulo Gonçalves          | Honda CRF 450 Rally   | HRC                                     |
| Honda        | 12     | Jeremías Israel Esquerre | Honda CRF 450 Rally   | HRC                                     |
| Honda        | 22     | Javier Pizzolito         | Honda CRF 450 Rally   | Honda South America Rally               |
| Honda        | 29     | Laia Sanz                | Honda CRF 450 Rally   | HRC                                     |
| Yamaha       | 3      | Olivier Pain             | Yamaha WRF 450        | Yamaha Factory Racing Yamalube          |
| Yamaha       | 10     | Juan Pedrero García      | Yamaha WRF 450 Rally  | JVO Racing by Pont Grup                 |
| Yamaha       | 15     | Frans Verhoeven          | Yamaha YZF 450 Rally  | Yamaha Verhoeven Nederland              |
| Yamaha       | 17     | Michael Metge            | Yamaha WRF 450        | Yamaha Factory Racing Yamalube          |
| Yamaha       | 19     | Alessandro Botturi       | Yamaha WRF 450        | Yamaha Factory Racing Yamalube          |
| Yamaha       | 30     | Marc Guasch              | Yamaha WRF 450 Rally  | JVO Racing by Pont Grup                 |
| Sherco       | 14     | Alain Duclos             | Sherco S6EN 450       | Sherco TVS Rally Factory Team           |
| Sherco       | 25     | Fabien Planet            | Sherco RTR 450        | Sherco TVS Rally Factory Team           |
| Gas-Gas      | 23     | Gerard Farrés Güell      | Gas-Gas EC 450 Rally  | Gas-Gas Seguros Dakar Team by Pont Grup |

#### Auto's
| Constructeur | Nummer | Rijder                                              | Model                 | Team                         |
| ------------ | ------ | --------------------------------------------------- | --------------------- | ---------------------------- |
| Mini X-Raid  | 300    | Nani Roma Cararach Michel Périn                     | Mini All4 Racing      | Monster Energy X-Raid        |
| Mini X-Raid  | 301    | Nasser Saleh Al-Attiyah Matthieu Baumel             | Mini All4 Racing      | Qatar Rally X-Raid           |
| Mini X-Raid  | 305    | Orlando Terranova Bernardo Rolando Graue            | Mini All4 Racing      | Monster Energy X-Raid        |
| Mini X-Raid  | 307    | Krzysztof Hołowczyc Xavier Panseri                  | Mini All4 Racing      | Monster Energy X-Raid        |
| Mini X-Raid  | 310    | Vladimir Vasilyev Konstantin Vladimirovich Zhiltsov | Mini All4 Racing      | Vasilyev Racing              |
| Mini X-Raid  | 314    | Erik van Loon Wouter Rosegaar                       | Mini All4 Racing      | X-Dakar                      |
| Peugeot      | 302    | Stéphane Peterhansel Jean-Paul Cottret              | Peugeot 2008 DKR      | Peugeot Total                |
| Peugeot      | 304    | Carlos Sainz Lucas Cruz Senra                       | Peugeot 2008 DKR      | Peugeot Total                |
| Peugeot      | 322    | Cyril Despres Gilles Picard                         | Peugeot 2008 DKR      | Peugeot Total                |
| Toyota       | 303    | Giniel De Villiers Dirk von Zitzewitz               | Toyota Hilux          | Toyota Imperial South-Africa |
| Toyota       | 309    | Christian Lavieille Pascal Maimon                   | Toyota Hilux          | Toyota Overdrive             |
| Toyota       | 313    | Lucio Ezequiel Álvarez Roberto Patti                | Toyota Hilux          | Toyota Overdrive             |
| Toyota       | 315    | Bernhard ten Brinke Tom Colsoul                     | Toyota Hilux          | Toyota Overdrive             |
| Toyota       | 327    | Leeroy Poulter Robert Howie                         | Toyota Hilux          | Toyota Imperial South-Africa |
| Mitsubishi   | 306    | Carlos Sousa Paulo Fiuza                            | Mitsubishi ASX Racing | Mitsubishi Petrobras         |
| Mitsubishi   | 324    | Guilherme Spinelli Youssef Haddad                   | Mitsubishi ASX Racing | Mitsubishi Petrobras         |
| Gordini      | 308    | Robby Gordon Johnny Campbell                        | Gordini Buggy         | Speed Energy Racing          |
| Renault      | 316    | Emiliano Spataro Benjamin Lozada                    | Renault Duster        | Renault Duster Team          |
| Renault      | 337    | José Garcia Mauricio Malano                         | Renault Duster        | Renault Duster Team          |
| SMG          | 318    | Adam Małysz Rafał Marton                            | SMG Original          | Orlen                        |
| SMG          | 320    | Ronan Chabot Gilles Pillot                          | SMG Original          | SMG Toys Motors              |
| Buggy        | 323    | Guerlain Chicherit Alexandre Winocq                 | Demon Jefferies Buggy | Buggy All Terrain            |
| Optimus      | 370    | Dominique Housieaux Jean-Michel Polato              | Optimus MD8           | MD Rally Sport               |

#### Trucks
| Constructeur | Nummer | Rijder                                                                     | Model                   | Team                      |
| ------------ | ------ | -------------------------------------------------------------------------- | ----------------------- | ------------------------- |
| Kamaz        | 500    | Andrei Olégovich Kargínov Andrey Viktorovich Mokeev Igor Ivanovich Leonov  | Kamaz 4326-9            | Kamaz-Master              |
| Kamaz        | 502    | Eduard Valentínovich Nikoláev Evgeny Yakovlev Ruslan Khalilovich Akhmadeev | Kamaz 4326-9            | Kamaz-Master              |
| Kamaz        | 507    | Ayrat Ilgizarovich Mardeev Aydar Belyaev Raisovich Dmitriy Svistunov       | Kamaz 4326-9            | Kamaz-Master              |
| Iveco        | 501    | Gerard de Rooy Dariusz Rodewald Jurgen Damen                               | Iveco Powerstar Torpedo | De Rooy Petronas Iveco    |
| Iveco        | 504    | Hans Stacey Serge Bruynkens Bernard der Kinderen                           | Iveco Powerstar Torpedo | De Rooy Petronas Iveco    |
| Iveco        | 518    | Joseph Adua Thomas Robineau Pedro Jorge Velosa                             | Iveco Trucker           | Boucou                    |
| MAN          | 503    | Aleš Loprais Ferran Marco Alcayna Jan van der Vaet                         | MAN 2251                | Loprais Instaforex        |
| MAN          | 508    | Marcel van Vliet Marcel Pronk Artur Klein                                  | MAN TGS 480             | Eurol-VEKA MAN Rally Team |
| Tatra        | 506    | Martin Kolomý René Kilián David Kilián                                     | Tatra T815              | Tatra Buggyra Racing      |
| Tatra        | 515    | Artur Ardavichus Alexey Nikizhev Daniel Kozlowsky                          | Tatra T163-321RK4       | Astana                    |
| GINAF        | 511    | Wulfert van Ginkel Hugo Kupper Bert van Donkelaar                          | GINAF X2222             | GINAF Rally Service       |
| GINAF        | 528    | Edwin van Ginkel Herman Vaanholt Emiel Megens                              | GINAF X2222             | GINAF Rally Service       |
| GINAF        | 562    | Jan Lammers Daniël Bruinsma Sven Vogelaar                                  | GINAF X2222             | GINAF Rally Service       |
| Renault      | 513    | Martin van den Brink Peter Willemsen Richard Mouw                          | Renault K520            | Mammoet Rally             |
| DAF          | 514    | Frits van Eerd Charly Gotlib Peter Vervoort                                | DAF CF 85               | X-Dakar                   |
| DAF          | 527    | Peter van den Bosch Marcel Huigevoort Lambertus Gloudemans                 | DAF CF 85               | X-Dakar                   |
| Hino         | 516    | Teruhito Sugawara Hiroyuki Sugiura                                         | Hino 500 Series         | Hino Team Suguwara        |
| Hino         | 524    | Yoshimasa Sugawara Katsumi Hamura Yoko Wakabayashi                         | Hino 500 Series         | Hino Team Suguwara        |

## Etappe 1: Buenos Aires-Villa Carlos Paz
| Motoren | Quads | Auto's | Trucks | Totaal |
| ------- | ----- | ------ | ------ | ------ |
| 0       | 0     | 2      | 1      | 3      |

Sam Sunderland wist Paulo Gonçalves nipt voor te blijven in de openingsetappe van deze editie. Bij de quads was winnaar van 2014 Ignacio Nicolás Casale meteen de snelste, Rafał Krzysztof Sonik werd opnieuw 2e. Bij de auto's ging het meteen mis voor Nani Roma. Even na de start van de etappe kreeg hij mechanische problemen en verloor hoop op een nieuwe eindzege, hij kwam als laatste binnen. Carlos Sainz was de snelste van het nieuwe Peugeot team en kwam binnen op een 8e plaats. Bij de trucks was Hans Stacey de snelste voor Marcel van Vliet.

### Motoren
| Etappe | Etappe                         | Etappe  | Etappe   |
| Pos.   | Coureur                        | Tijd    | Verschil |
| ------ | ------------------------------ | ------- | -------- |
| 1      | Sam Sunderland KTM             | 1:18:57 | -        |
| 2      | Paulo Gonçalves Honda          | 1:19:02 | 0:05     |
| 3      | Marc Coma KTM                  | 1:20:09 | 1:12     |
| 4      | Joan Barreda Bort Honda        | 1:20:38 | 1:41     |
| 5      | Alain Duclos Sherco            | 1:21:05 | 2:08     |
| 6      | Jeremías Israel Esquerre Honda | 1:21:13 | 2:16     |
| 7      | David Casteu KTM               | 1:21:33 | 2:36     |
| 8      | Matthias Walkner KTM           | 1:21:39 | 2:42     |
| 9      | Pablo Quintanilla KTM          | 1:21:55 | 2:58     |
| 10     | Ruben Faria KTM                | 1:21:59 | 3:02     |

| Klassement | Klassement              | Klassement | Klassement |
| Pos.       | Coureur                 | Tijd       | Verschil   |
| ---------- | ----------------------- | ---------- | ---------- |
| 1          | Sam Sunderland KTM      | 1:18:57    | -          |
| 2          | Paulo Gonçalves Honda   | 1:19:02    | 0:05       |
| 3          | Marc Coma KTM           | 1:20:09    | 1:12       |
| 4          | Joan Barreda Bort Honda | 1:20:38    | 1:41       |
| 5          | Alain Duclos Sherco     | 1:21:05    | 2:08       |
| 6          | Jeremías Israel Honda   | 1:21:13    | 2:16       |
| 7          | David Casteu KTM        | 1:21:33    | 2:36       |
| 8          | Matthias Walkner KTM    | 1:21:39    | 2:42       |
| 9          | Pablo Quintanilla KTM   | 1:21:55    | 2:58       |
| 10         | Ruben Faria KTM         | 1:21:59    | 3:02       |

### Quads
| Etappe | Etappe                               | Etappe  | Etappe   |
| Pos.   | Coureur                              | Tijd    | Verschil |
| ------ | ------------------------------------ | ------- | -------- |
| 1      | Ignacio Casale Yamaha                | 1:37:08 | -        |
| 2      | Rafał Sonik Yamaha                   | 1:38:15 | 1:07     |
| 3      | Sergio Roberto Lafuente Rocha Yamaha | 1:38:31 | 1:23     |
| 4      | Mauro Almeida Yamaha                 | 1:39:49 | 2:41     |
| 5      | Mohammed Abu-Issa Honda              | 1:40:11 | 3:03     |
| 6      | Jeremías González Ferioli Yamaha     | 1:40:57 | 3:49     |
| 7      | Nelson Sanabria Galeano Yamaha       | 1:42:32 | 5:24     |
| 8      | Sebastián Halpern Yamaha             | 1:42:48 | 5:40     |
| 9      | Sergey Karyakin Yamaha               | 1:43:52 | 6:44     |
| 10     | Víctor Gallegos Honda                | 1:43:53 | 6:45     |

| Klassement | Klassement                           | Klassement | Klassement |
| Pos.       | Coureur                              | Tijd       | Verschil   |
| ---------- | ------------------------------------ | ---------- | ---------- |
| 1          | Ignacio Casale Yamaha                | 1:37:08    | -          |
| 2          | Rafał Sonik Yamaha                   | 1:38:15    | 1:07       |
| 3          | Sergio Roberto Lafuente Rocha Yamaha | 1:38:31    | 1:23       |
| 4          | Mauro Almeida Yamaha                 | 1:39:49    | 2:41       |
| 5          | Mohammed Abu-Issa Honda              | 1:40:11    | 3:03       |
| 6          | Jeremías González Ferioli Yamaha     | 1:40:57    | 3:49       |
| 7          | Nelson Sanabria Galeano Yamaha       | 1:42:32    | 5:24       |
| 8          | Sebastián Halpern Yamaha             | 1:42:48    | 5:40       |
| 9          | Sergey Karyakin Yamaha               | 1:43:52    | 6:44       |
| 10         | Víctor Gallegos Honda                | 1:43:53    | 6:45       |

### Auto's
| Etappe | Etappe                       | Etappe  | Etappe   |
| Pos.   | Coureur                      | Tijd    | Verschil |
| ------ | ---------------------------- | ------- | -------- |
| 1      | Orlando Terranova Mini       | 1:13:12 | -        |
| 2      | Robby Gordon Gordini         | 1:13:54 | 0:42     |
| 3      | Giniel De Villiers Toyota    | 1:14:02 | 0:50     |
| 4      | Krzysztof Hołowczyc Mini     | 1:14:06 | 0:54     |
| 5      | Emiliano Spataro Renault     | 1:14:08 | 0:56     |
| 6      | Bernhard ten Brinke Toyota   | 1:14:28 | 1:16     |
| 7      | Nasser Al-Attiyah Mini       | 1:14:50 | 1:38     |
| 8      | Carlos Sainz Peugeot         | 1:14:56 | 1:44     |
| 9      | Erik van Loon Mini           | 1:15:10 | 1:58     |
| 10     | Stéphane Peterhansel Peugeot | 1:15:25 | 2:13     |

| Klassement | Klassement                   | Klassement | Klassement |
| Pos.       | Coureur                      | Tijd       | Verschil   |
| ---------- | ---------------------------- | ---------- | ---------- |
| 1          | Orlando Terranova Mini       | 1:13:12    | -          |
| 2          | Robby Gordon Gordini         | 1:13:54    | 0:42       |
| 3          | Giniel De Villiers Toyota    | 1:14:02    | 0:50       |
| 4          | Krzysztof Hołowczyc Mini     | 1:14:06    | 0:54       |
| 5          | Emiliano Spataro Renault     | 1:14:08    | 0:56       |
| 6          | Bernhard ten Brinke Toyota   | 1:14:28    | 1:16       |
| 7          | Nasser Al-Attiyah Mini       | 1:14:50    | 1:38       |
| 8          | Carlos Sainz Peugeot         | 1:14:56    | 1:44       |
| 9          | Erik van Loon Mini           | 1:15:10    | 1:58       |
| 10         | Stéphane Peterhansel Peugeot | 1:15:25    | 2:13       |

### Trucks
| Etappe | Etappe                       | Etappe  | Etappe   |
| Pos.   | Coureur                      | Tijd    | Verschil |
| ------ | ---------------------------- | ------- | -------- |
| 1      | Hans Stacey Iveco            | 1:30:43 | -        |
| 2      | Marcel van Vliet MAN         | 1:31:18 | 0:35     |
| 3      | Aleš Loprais MAN             | 1:31:30 | 0:47     |
| 3      | Martin Kolomý Tatra          | 1:31:30 | 0:47     |
| 5      | Martin van den Brink Renault | 1:31:41 | 0:58     |
| 6      | Ayrat Mardeev Kamaz          | 1:32:26 | 1:43     |
| 7      | Eduard Nikolaev Kamaz        | 1:32:30 | 1:47     |
| 8      | Wulfert van Ginkel GINAF     | 1:32:39 | 1:56     |
| 9      | Gerard de Rooy Iveco         | 1:32:40 | 1:57     |
| 10     | Siarhei Viazovich MAZ        | 1:32:49 | 2:06     |

| Klassement | Klassement                   | Klassement | Klassement |
| Pos.       | Coureur                      | Tijd       | Verschil   |
| ---------- | ---------------------------- | ---------- | ---------- |
| 1          | Hans Stacey Iveco            | 1:30:43    | -          |
| 2          | Marcel van Vliet MAN         | 1:31:18    | 0:35       |
| 3          | Aleš Loprais MAN             | 1:31:30    | 0:47       |
| 3          | Martin Kolomý Tatra          | 1:31:30    | 0:47       |
| 5          | Martin van den Brink Renault | 1:31:41    | 0:58       |
| 6          | Ayrat Mardeev Kamaz          | 1:32:26    | 1:43       |
| 7          | Eduard Nikolaev Kamaz        | 1:32:30    | 1:47       |
| 8          | Wulfert van Ginkel GINAF     | 1:32:39    | 1:56       |
| 9          | Gerard de Rooy Iveco         | 1:32:40    | 1:57       |
| 10         | Siarhei Viazovich MAZ        | 1:32:49    | 2:06       |

## Etappe 2: Villa Carlos Paz-San Juan
| Motoren | Quads | Auto's | Trucks | Totaal |
| ------- | ----- | ------ | ------ | ------ |
| 14      | 7     | 4      | 0      | 25     |

Joan Barreda Bort won de etappe. Hij kon profiteren van bandenproblemen bij Marc Coma. Nieuwkomers Toby Price en Matthias Walkner deden het ook goed met een 5e en 6e plaats. Bij de quads was het Rafał Krzysztof Sonik die de snelste was, maar hij kreeg een tijdstraf waardoor Casale wederom de etappe won. Bij de auto's was Nasser Saleh Al-Attiyah oppermachtig en won ruim voor Giniel De Villiers. De Peugeot rijders hadden het opnieuw moeilijk. Bij de trucks won Kamaz rijder Eduard Valentínovich Nikoláev en pakte daarmee ook de leiding in het klassement.

### Motoren
| Etappe | Etappe                     | Etappe  | Etappe   |
| Pos.   | Coureur                    | Tijd    | Verschil |
| ------ | -------------------------- | ------- | -------- |
| 1      | Joan Barreda Bort Honda    | 5:46:06 | -        |
| 2      | Paulo Gonçalves Honda      | 5:52:19 | 6:13     |
| 3      | Ruben Faria KTM            | 5:55:22 | 9:16     |
| 4      | Jordi Viladoms KTM         | 5:55:26 | 9:20     |
| 5      | Toby Price KTM             | 5:55:48 | 9:42     |
| 6      | Matthias Walkner KTM       | 5:57:31 | 11:25    |
| 7      | Helder Rodrigues Honda     | 5:57:41 | 11:35    |
| 8      | Marc Coma KTM              | 5:58:38 | 12:32    |
| 9      | Jeremías Israel Honda      | 6:01:55 | 15:49    |
| 10     | Juan Pedrero García Yamaha | 6:02:51 | 16:45    |

| Klassement | Klassement                 | Klassement | Klassement |
| Pos.       | Coureur                    | Tijd       | Verschil   |
| ---------- | -------------------------- | ---------- | ---------- |
| 1 3        | Joan Barreda Bort Honda    | 7:06:44    | -          |
| 2          | Paulo Gonçalves Honda      | 7:11:21    | 4:37       |
| 3 7        | Ruben Faria KTM            | 7:17:21    | 10:37      |
| 4 10       | Jordi Viladoms KTM         | 7:18:08    | 11:24      |
| 5 6        | Toby Price KTM             | 7:18:16    | 11:32      |
| 6 3        | Marc Coma KTM              | 7:18:47    | 12:03      |
| 7 1        | Matthias Walkner KTM       | 7:19:10    | 12:26      |
| 8 4        | Helder Rodrigues Honda     | 7:20:10    | 13:26      |
| 9 3        | Jeremías Israel Honda      | 7:23:08    | 16:24      |
| 10 5       | Juan Pedrero García Yamaha | 7:26:18    | 19:34      |

### Quads
| Etappe | Etappe                               | Etappe  | Etappe   |
| Pos.   | Coureur                              | Tijd    | Verschil |
| ------ | ------------------------------------ | ------- | -------- |
| 1      | Ignacio Casale Yamaha                | 6:52:57 | -        |
| 2      | Sergio Roberto Lafuente Rocha Yamaha | 6:53:38 | 0:41     |
| 3      | Sebastián Halpern Yamaha             | 6:58:30 | 5:33     |
| 4      | Rafał Sonik Yamaha                   | 7:04:24 | 11:27    |
| 5      | Gaston Alberto Gonzalez Yamaha       | 7:08:18 | 15:21    |
| 6      | Mohammed Abu-Issa Honda              | 7:08:46 | 15:49    |
| 7      | Sergey Karyakin Yamaha               | 7:17:44 | 24:47    |
| 8      | Pablo Sebastian Copetti Yamaha       | 7:22:46 | 29:49    |
| 9      | Walter Nosiglia Honda                | 7:23:31 | 30:34    |
| 10     | Víctor Gallegos Honda                | 7:23:39 | 30:42    |

| Klassement | Klassement                           | Klassement | Klassement |
| Pos.       | Coureur                              | Tijd       | Verschil   |
| ---------- | ------------------------------------ | ---------- | ---------- |
| 1          | Ignacio Casal Yamaha                 | 8:30:05    | -          |
| 2 1        | Sergio Roberto Lafuente Rocha Yamaha | 8:32:09    | 2:04       |
| 3 5        | Sebastián Halpern Yamaha             | 8:41:18    | 11:13      |
| 4 2        | Rafał Sonik Yamaha                   | 8:42:39    | 12:34      |
| 5          | Mohammed Abu-Issa Honda              | 8:48:57    | 18:52      |
| 6 10       | Gaston Alberto Gonzalez Yamaha       | 8:55:03    | 24:58      |
| 7 2        | Sergey Karyakin Yamaha               | 9:01:36    | 31:31      |
| 8 2        | Víctor Gallegos Honda                | 9:07:32    | 37:27      |
| 9 2        | Nelson Sanabria Galeano Yamaha       | 9:08:08    | 38:03      |
| 10 5       | Pablo Sebastian Copetti Yamaha       | 9:09:08    | 39:03      |

### Auto's
| Etappe | Etappe                     | Etappe  | Etappe   |
| Pos.   | Coureur                    | Tijd    | Verschil |
| ------ | -------------------------- | ------- | -------- |
| 1      | Nasser Al-Attiyah Mini     | 5:04:50 | -        |
| 2      | Giniel De Villiers Toyota  | 5:13:20 | 8:30     |
| 3      | Bernhard ten Brinke Toyota | 5:14:54 | 10:04    |
| 4      | Krzysztof Hołowczyc Mini   | 5:16:02 | 11:12    |
| 5      | Vladimir Vasilyev Mini     | 5:20:59 | 16:09    |
| 6      | Yazeed Al-Rajhi Toyota     | 5:22:47 | 17:57    |
| 7      | Carlos Sainz Peugeot       | 5:24:28 | 19:38    |
| 8      | Erik van Loon Mini         | 5:24:34 | 19:44    |
| 9      | Carlos Sousa Mitsubishi    | 5:25:50 | 21:00    |
| 10     | Orlando Terranova Mini     | 5:28:51 | 24:01    |

| Klassement | Klassement                 | Klassement | Klassement |
| Pos.       | Coureur                    | Tijd       | Verschil   |
| ---------- | -------------------------- | ---------- | ---------- |
| 1 6        | Nasser Al-Attiyah Mini     | 6:19:40    | -          |
| 2 1        | Giniel De Villiers Toyota  | 6:27:22    | 7:42       |
| 3 3        | Bernhard ten Brinke Toyota | 6:29:22    | 9:42       |
| 4          | Krzysztof Hołowczyc Mini   | 6:30:08    | 10:28      |
| 5 8        | Vladimir Vasilyev Mini     | 6:37:03    | 17:23      |
| 6 2        | Carlos Sainz Peugeot       | 6:39:24    | 19:44      |
| 7 2        | Erik van Loon Mini         | 6:39:44    | 20:04      |
| 8 12       | Yazeed Al-Rajhi Toyota     | 6:41:14    | 21:34      |
| 9 3        | Carlos Sousa Mitsubishi    | 6:41:44    | 22:04      |
| 10 9       | Orlando Terranova Mini     | 6:42:03    | 22:23      |

### Trucks
| Etappe | Etappe                            | Etappe  | Etappe   |
| Pos.   | Coureur                           | Tijd    | Verschil |
| ------ | --------------------------------- | ------- | -------- |
| 1      | Eduard Nikolaev Kamaz             | 3:34:01 | -        |
| 2      | Siarhei Viazovich MAZ             | 3:34:47 | 0:46     |
| 3      | Ayrat Mardeev Kamaz               | 3:34:50 | 0:49     |
| 4      | Martin van den Brink Renault      | 3:36:08 | 2:07     |
| 5      | Martin Kolomý Tatra               | 3:36:12 | 2:11     |
| 6      | Hans Stacey Iveco                 | 3:36:28 | 2:27     |
| 7      | Aleš Loprais MAN                  | 3:36:41 | 2:40     |
| 8      | Marcel van Vliet MAN              | 3:38:17 | 4:16     |
| 9      | Dmitry Sergeyevich Sotnikov Kamaz | 3:39:14 | 5:13     |
| 10     | Andrei Olégovich Kargínov Kamaz   | 3:39:24 | 5:23     |

| Klassement | Klassement                      | Klassement | Klassement |
| Pos.       | Coureur                         | Tijd       | Verschil   |
| ---------- | ------------------------------- | ---------- | ---------- |
| 1 6        | Eduard Nikolaev Kamaz           | 5:06:31    | -          |
| 2 1        | Hans Stacey Iveco               | 5:07:11    | 0:40       |
| 3 3        | Ayrat Mardeev Kamaz             | 5:07:16    | 0:45       |
| 4 6        | Siarhei Viazovich MAZ           | 5:07:36    | 1:05       |
| 5 2        | Martin Kolomý Tatra             | 5:07:42    | 1:11       |
| 6 3        | Aleš Loprais MAN                | 5:08:11    | 1:40       |
| 7 5        | Marcel van Vliet MAN            | 5:09:35    | 3:04       |
| 8 3        | Martin van den Brink Renault    | 5:10:19    | 3:48       |
| 9          | Gerard de Rooy Iveco            | 5:12:38    | 6:07       |
| 10 1       | Andrei Olégovich Kargínov Kamaz | 5:13:23    | 6:52       |

## Etappe 3: San Juan-Chilecito
| Motoren | Quads | Auto's | Trucks | Totaal |
| ------- | ----- | ------ | ------ | ------ |
| 6       | 1     | 33     | 3      | 43     |

Matthias Walkner was de verrassende winnaar van etappe 3. Marc Coma eindigde 2e en maakte een minuut goed op Joan Barreda Bort. Bij de quads won Argentijn Lucas Bonetto terwijl Casale tijd en de leiding verloor door een tijdstraf. Bij de auto's was Orlando Terranova voor de 2e keer deze rally de snelste en maakte weer wat tijd goed. Bij de trucks was het Ayrat Ilgizarovich Mardeev die de etappe won en de leiding in het klassement overnam.

### Motoren
| Etappe | Etappe                     | Etappe  | Etappe   |
| Pos.   | Coureur                    | Tijd    | Verschil |
| ------ | -------------------------- | ------- | -------- |
| 1      | Matthias Walkner KTM       | 2:34:28 | -        |
| 2      | Marc Coma KTM              | 2:35:08 | 0:40     |
| 3      | Joan Barreda Bort Honda    | 2:36:21 | 1:53     |
| 4      | Toby Price KTM             | 2:37:13 | 2:45     |
| 5      | Paulo Gonçalves Honda      | 2:37:17 | 2:49     |
| 6      | Alain Duclos Sherco        | 2:37:39 | 11:25    |
| 7      | Ruben Faria KTM            | 2:37:54 | 3:26     |
| 8      | Jeremías Israel Honda      | 2:38:30 | 4:02     |
| 9      | Jordi Viladoms KTM         | 2:39:04 | 4:36     |
| 10     | Juan Pedrero García Yamaha | 2:39:49 | 5:21     |

| Klassement | Klassement                     | Klassement | Klassement |
| Pos.       | Coureur                        | Tijd       | Verschil   |
| ---------- | ------------------------------ | ---------- | ---------- |
| 1          | Joan Barreda Bort Honda        | 9:43:05    | -          |
| 2          | Paulo Gonçalves Honda          | 9:48:38    | 5:33       |
| 3 4        | Matthias Walkner KTM           | 9:53:38    | 10:33      |
| 4 2        | Marc Coma KTM                  | 9:53:55    | 10:50      |
| 5 2        | Ruben Faria KTM                | 9:55:15    | 12:10      |
| 6 1        | Toby Price KTM                 | 9:55:29    | 12:24      |
| 7 3        | Jordi Viladoms KTM             | 9:57:12    | 14:07      |
| 8 1        | Jeremías Israel Esquerre Honda | 10:01:38   | 18:33      |
| 9 1        | Helder Rodrigues Honda         | 10:01:39   | 18:34      |
| 10         | Juan Pedrero García Yamaha     | 10:06:07   | 23:02      |

### Quads
| Etappe | Etappe                               | Etappe  | Etappe   |
| Pos.   | Coureur                              | Tijd    | Verschil |
| ------ | ------------------------------------ | ------- | -------- |
| 1      | Lucas Bonetto Honda                  | 3:08:27 | -        |
| 2      | Sebastián Halpern Yamaha             | 3:09:25 | 0:58     |
| 3      | Rafał Sonik Yamaha                   | 3:10:41 | 2:14     |
| 3      | Gaston Alberto Gonzalez Yamaha       | 3:10:41 | 2:14     |
| 5      | Mohammed Abu-Issa Honda              | 3:10:56 | 2:29     |
| 6      | Sergio Roberto Lafuente Rocha Yamaha | 3:11:06 | 2:39     |
| 7      | Nelson Sanabria Galeano Yamaha       | 3:12:46 | 4:19     |
| 8      | Daniel Domaszewski Honda             | 3:18:01 | 9:34     |
| 9      | Walter Nosiglia Honda                | 3:18:19 | 9:52     |
| 10     | Pablo Sebastian Copetti Yamaha       | 3:18:56 | 10:29    |

| Klassement | Klassement                           | Klassement | Klassement |
| Pos.       | Coureur                              | Tijd       | Verschil   |
| ---------- | ------------------------------------ | ---------- | ---------- |
| 1 1        | Sergio Roberto Lafuente Rocha Yamaha | 11:43:15   | -          |
| 2 1        | Sebastián Halpern Yamaha             | 11:50:43   | 7:28       |
| 3 1        | Rafał Sonik Yamaha                   | 11:53:20   | 10:05      |
| 4 1        | Mohammed Abu-Issa Honda              | 11:59:53   | 16:38      |
| 5 4        | Ignacio Casale Yamaha                | 12:03:26   | 20:11      |
| 6          | Gaston Alberto Gonzalez Yamaha       | 12:05:44   | 22:29      |
| 7 2        | Nelson Sanabria Galeano Yamaha       | 12:20:54   | 37:39      |
| 8 1        | Sergey Karyakin Yamaha               | 12:23:24   | 40:09      |
| 9 2        | Walter Nosiglia Honda                | 12:27:39   | 44:24      |
| 10         | Pablo Sebastian Copetti Yamaha       | 12:28:04   | 44:49      |

### Auto's
| Etappe | Etappe                       | Etappe  | Etappe   |
| Pos.   | Coureur                      | Tijd    | Verschil |
| ------ | ---------------------------- | ------- | -------- |
| 1      | Orlando Terranova Mini       | 2:57:28 | -        |
| 2      | Giniel De Villiers Toyota    | 2:59:22 | 1:54     |
| 3      | Yazeed Al-Rajhi Toyota       | 3:00:20 | 2:52     |
| 4      | Carlos Sainz Peugeot         | 3:01:34 | 4:06     |
| 5      | Nasser Al-Attiyah Mini       | 3:01:46 | 4:18     |
| 6      | Nani Roma Mini               | 3:03:26 | 5:58     |
| 7      | Stéphane Peterhansel Peugeot | 3:06:54 | 9:26     |
| 8      | Erik van Loon Mini           | 3:09:25 | 11:57    |
| 9      | Ronan Chabot SMG             | 3:13:17 | 15:49    |
| 10     | Christian Lavieille Toyota   | 3:13:56 | 16:28    |

| Klassement | Klassement                 | Klassement | Klassement |
| Pos.       | Coureur                    | Tijd       | Verschil   |
| ---------- | -------------------------- | ---------- | ---------- |
| 1          | Nasser Al-Attiyah Mini     | 9:21:26    | -          |
| 2          | Giniel De Villiers Toyota  | 9:26:44    | 5:18       |
| 3 7        | Orlando Terranova Mini     | 9:39:31    | 18:05      |
| 4 2        | Carlos Sainz Peugeot       | 9:40:58    | 19:32      |
| 5 3        | Yazeed Al-Rajhi Toyota     | 9:41:34    | 20:08      |
| 6 2        | Krzysztof Hołowczyc Mini   | 9:46:50    | 25:24      |
| 7          | Erik van Loon Mini         | 9:49:09    | 27:43      |
| 8 5        | Bernhard ten Brinke Toyota | 9:57:48    | 36:22      |
| 9          | Carlos Sousa Mitsubishi    | 10:03:18   | 41:52      |
| 10 3       | Christian Lavieille Toyota | 10:05:04   | 43:38      |

### Trucks
| Etappe | Etappe                            | Etappe  | Etappe   |
| Pos.   | Coureur                           | Tijd    | Verschil |
| ------ | --------------------------------- | ------- | -------- |
| 1      | Ayrat Mardeev Kamaz               | 3:19:06 | -        |
| 2      | Andrei Olégovich Kargínov Kamaz   | 3:20:57 | 1:51     |
| 3      | Gerard de Rooy Iveco              | 3:23:36 | 4:30     |
| 4      | Aleš Loprais MAN                  | 3:26:06 | 7:00     |
| 5      | Dmitry Sergeyevich Sotnikov Kamaz | 3:26:38 | 7:32     |
| 6      | Martin Kolomý Tatra               | 3:27:02 | 7:56     |
| 7      | Siarhei Viazovich MAZ             | 3:27:38 | 8:32     |
| 8      | Eduard Nikolaev Kamaz             | 3:27:58 | 8:52     |
| 9      | Hans Stacey Iveco                 | 3:31:53 | 12:47    |
| 10     | Wulfert van Ginkel GINAF          | 3:40:36 | 21:30    |

| Klassement | Klassement                        | Klassement | Klassement |
| Pos.       | Coureur                           | Tijd       | Verschil   |
| ---------- | --------------------------------- | ---------- | ---------- |
| 1 2        | Ayrat Mardeev Kamaz               | 8:26:22    | -          |
| 2 4        | Aleš Loprais MAN                  | 8:34:17    | 7:55       |
| 3 7        | Andrei Olégovich Kargínov Kamaz   | 8:34:20    | 7:58       |
| 4 3        | Eduard Nikolaev Kamaz             | 8:34:29    | 8:07       |
| 5          | Martin Kolomý Tatra               | 8:34:44    | 8:22       |
| 6 2        | Siarhei Viazovich MAZ             | 8:35:14    | 8:52       |
| 7 2        | Gerard de Rooy Iveco              | 8:36:14    | 9:52       |
| 8 6        | Hans Stacey Iveco                 | 8:39:04    | 12:42      |
| 9 3        | Dmitry Sergeyevich Sotnikov Kamaz | 8:42:58    | 16:36      |
| 10 3       | Marcel van Vliet MAN              | 8:53:03    | 26:41      |

## Etappe 4: Chilecito-Copiapó
| Motoren | Quads | Auto's | Trucks | Totaal |
| ------- | ----- | ------ | ------ | ------ |
| 12      | 4     | 7      | 0      | 23     |

Joan Barreda Bort won opnieuw en vergrootte zo zijn leiding in het klassement. Coma werd 2e, gevolgd door Pablo Quintanilla op de 3e plaats. Laia Sanz werd knap 8e. Voor Rafał Krzysztof Sonik was het eindelijk zover, hij pakte de dagzege en nam de leiding in het klassement over. Bij de auto's werd de dag gevuld met de strijd tussen Nasser Saleh Al-Attiyah en Giniel De Villiers. Nieuwkomer Yazeed Al-Rajhi werd 3e dankzij problemen bij Carlos Sainz, Orlando Terranova en Robby Gordon. Bij de trucks ging het tussen de verschillende Kamaz coureurs. Ayrat Ilgizarovich Mardeev won niet maar hield wel genoeg tijd over voor de leiding in het klassement.

### Motoren
| Etappe | Etappe                  | Etappe  | Etappe   |
| Pos.   | Coureur                 | Tijd    | Verschil |
| ------ | ----------------------- | ------- | -------- |
| 1      | Joan Barreda Bort Honda | 3:27:28 | -        |
| 2      | Marc Coma KTM           | 3:29:27 | 1:59     |
| 3      | Pablo Quintanilla KTM   | 3:30:17 | 2:49     |
| 4      | Jordi Viladoms KTM      | 3:38:12 | 10:44    |
| 5      | Ruben Faria KTM         | 3:38:23 | 10:55    |
| 6      | Javier Pizzolito Honda  | 3:38:57 | 11:29    |
| 7      | Alain Duclos Sherco     | 3:40:19 | 12:51    |
| 8      | Laia Sanz Honda         | 3:41:16 | 13:48    |
| 9      | Štefan Svitko KTM       | 3:41:19 | 13:51    |
| 10     | Michael Metge Yamaha    | 3:42:00 | 14:32    |

| Klassement | Klassement              | Klassement | Klassement |
| Pos.       | Coureur                 | Tijd       | Verschil   |
| ---------- | ----------------------- | ---------- | ---------- |
| 1          | Joan Barreda Bort Honda | 13:10:33   | -          |
| 2 2        | Marc Coma KTM           | 13:23:22   | 12:49      |
| 3 1        | Paulo Gonçalves Honda   | 13:31:02   | 20:29      |
| 4 1        | Ruben Faria KTM         | 13:33:38   | 23:05      |
| 5 2        | Jordi Viladoms KTM      | 13:35:24   | 24:51      |
| 6 7        | Pablo Quintanilla KTM   | 13:41:15   | 30:42      |
| 7 1        | Toby Price KTM          | 13:42:38   | 32:05      |
| 8 5        | Matthias Walkner KTM    | 13:44:01   | 33:28      |
| 9 2        | Alain Duclos Sherco     | 13:47:04   | 36:31      |
| 10 1       | Helder Rodrigues Honda  | 13:49:38   | 39:05      |

### Quads
| Etappe | Etappe                               | Etappe  | Etappe   |
| Pos.   | Coureur                              | Tijd    | Verschil |
| ------ | ------------------------------------ | ------- | -------- |
| 1      | Rafał Sonik Yamaha                   | 4:11:35 | -        |
| 2      | Ignacio Casale Yamaha                | 4:15:01 | 3:26     |
| 3      | Mohammed Abu-Issa Honda              | 4:24:49 | 13:14    |
| 4      | Sergio Roberto Lafuente Rocha Yamaha | 4:25:29 | 13:54    |
| 5      | Jeremías González Ferioli Yamaha     | 4:32:43 | 21:08    |
| 6      | Ricardo Vinet Can-Am                 | 4:33:22 | 21:47    |
| 7      | Pablo Sebastian Copetti Yamaha       | 4:40:11 | 28:36    |
| 8      | Kees Koolen Honda                    | 4:42:46 | 31:11    |
| 9      | Daniel Mazzucco Can-Am               | 4:47:13 | 35:38    |
| 10     | Christophe Declerck Yamaha           | 4:47:23 | 35:48    |

| Klassement | Klassement                           | Klassement | Klassement |
| Pos.       | Coureur                              | Tijd       | Verschil   |
| ---------- | ------------------------------------ | ---------- | ---------- |
| 1 2        | Rafał Sonik Yamaha                   | 16:04:55   | -          |
| 2 1        | Sergio Roberto Lafuente Rocha Yamaha | 16:08:44   | 3:49       |
| 3 2        | Ignacio Casale Yamaha                | 16:18:27   | 13:32      |
| 4          | Mohammed Abu-Issa Honda              | 16:24:42   | 19:47      |
| 5 3        | Sebastián Halpern Yamaha             | 17:04:25   | 59:30      |
| 6 4        | Pablo Sebastian Copetti Yamaha       | 17:08:15   | 1:03:20    |
| 7 5        | Jeremías González Ferioli Yamaha     | 17:13:21   | 1:08:26    |
| 8 3        | Kees Koolen Honda                    | 17:13:44   | 1:08:49    |
| 9          | Walter Nosiglia Honda                | 17:29:32   | 1:24:37    |
| 10 6       | Ricardo Vinet Can-Am                 | 17:30:13   | 1:25:18    |

### Auto's
| Etappe | Etappe                       | Etappe  | Etappe   |
| Pos.   | Coureur                      | Tijd    | Verschil |
| ------ | ---------------------------- | ------- | -------- |
| 1      | Nasser Al-Attiyah Mini       | 3:09:18 | -        |
| 2      | Nani Roma Mini               | 3:11:58 | 2:40     |
| 3      | Giniel De Villiers Toyota    | 3:12:15 | 2:57     |
| 4      | Yazeed Al-Rajhi Toyota       | 3:12:43 | 3:25     |
| 5      | Stéphane Peterhansel Peugeot | 3:15:06 | 5:48     |
| 6      | Bernhard ten Brinke Toyota   | 3:15:28 | 6:10     |
| 7      | Ronan Chabot SMG             | 3:20:41 | 11:23    |
| 8      | Christian Lavieille Toyota   | 3:26:24 | 17:06    |
| 9      | Leeroy Poulter Toyota        | 3:26:35 | 17:17    |
| 10     | Erik van Loon Mini           | 3:26:49 | 17:31    |

| Klassement | Klassement                 | Klassement | Klassement |
| Pos.       | Coureur                    | Tijd       | Verschil   |
| ---------- | -------------------------- | ---------- | ---------- |
| 1          | Nasser Al-Attiyah Mini     | 12:30:44   | -          |
| 2          | Giniel De Villiers Toyota  | 12:38:59   | 8:15       |
| 3 2        | Yazeed Al-Rajhi Toyota     | 12:54:17   | 23:33      |
| 4 4        | Bernhard ten Brinke Toyota | 13:13:16   | 42:32      |
| 5 1        | Krzysztof Hołowczyc Mini   | 13:14:14   | 43:30      |
| 6 1        | Erik van Loon Mini         | 13:15:58   | 45:14      |
| 7 2        | Carlos Sousa Mitsubishi    | 13:30:10   | 59:26      |
| 8 2        | Christian Lavieille Toyota | 13:31:28   | 1:00:44    |
| 9 2        | Aydin Rakhimbaev Mini      | 13:35:07   | 1:04:23    |
| 10 3       | Ronan Chabot SMG           | 13:42:14   | 1:11:30    |

### Trucks
| Etappe | Etappe                            | Etappe  | Etappe   |
| Pos.   | Coureur                           | Tijd    | Verschil |
| ------ | --------------------------------- | ------- | -------- |
| 1      | Eduard Nikolaev Kamaz             | 2:06:54 | -        |
| 2      | Andrei Olégovich Kargínov Kamaz   | 2:07:51 | 0:57     |
| 3      | Ayrat Mardeev Kamaz               | 2:13:04 | 6:10     |
| 4      | Aleš Loprais MAN                  | 2:17:51 | 10:57    |
| 5      | Hans Stacey Iveco                 | 2:18:20 | 11:26    |
| 6      | Dmitry Sergeyevich Sotnikov Kamaz | 2:23:37 | 16:43    |
| 7      | Martin van den Brink Renault      | 2:33:59 | 27:05    |
| 8      | Marcel van Vliet MAN              | 2:34:22 | 27:28    |
| 9      | Tomáš Vrátný Tatra                | 2:40:33 | 33:39    |
| 10     | Peter van den Bosch DAF           | 2:41:24 | 34:30    |

| Klassement | Klassement                        | Klassement | Klassement |
| Pos.       | Coureur                           | Tijd       | Verschil   |
| ---------- | --------------------------------- | ---------- | ---------- |
| 1          | Ayrat Mardeev Kamaz               | 10:39:26   | -          |
| 2 2        | Eduard Nikolaev Kamaz             | 10:41:23   | 1:57       |
| 3          | Andrei Olégovich Kargínov Kamaz   | 10:42:11   | 2:45       |
| 4 2        | Aleš Loprais MAN                  | 10:52:08   | 12:42      |
| 5 3        | Hans Stacey Iveco                 | 10:57:24   | 17:58      |
| 6 3        | Dmitry Sergeyevich Sotnikov Kamaz | 11:06:35   | 27:09      |
| 7 1        | Siarhei Viazovich MAZ             | 11:17:05   | 37:39      |
| 8 3        | Martin Kolomý Tatra               | 11:23:43   | 44:17      |
| 9 1        | Marcel van Vliet MAN              | 11:27:25   | 47:59      |
| 10 4       | Martin van den Brink Renault      | 11:49:45   | 1:10:19    |

## Etappe 5: Copiapó-Antofagasta
| Motoren | Quads | Auto's | Trucks | Totaal |
| ------- | ----- | ------ | ------ | ------ |
| 8       | 3     | 8      | 4      | 23     |

Marc Coma won de etappe. Bij de quads won Rafał Krzysztof Sonik de etappe en daarmee breidde hij zijn voorsprong flink uit. Bij de auto's waren het de outsiders die het snelste waren. Vladimir Vasilyev won de etappe, gevolgd door Yazeed Al-Rajhi en Robby Gordon. Bij de trucks was Eduard Valentínovich Nikoláev de snelste en nam daarmee de leiding over van Ayrat Ilgizarovich Mardeev.

### Motoren
| Etappe | Etappe                  | Etappe  | Etappe   |
| Pos.   | Coureur                 | Tijd    | Verschil |
| ------ | ----------------------- | ------- | -------- |
| 1      | Marc Coma KTM           | 4:38:16 | -        |
| 2      | Joan Barreda Bort Honda | 4:40:32 | 2:16     |
| 3      | Pablo Quintanilla KTM   | 4:40:56 | 2:40     |
| 4      | Štefan Svitko KTM       | 4:42:10 | 3:54     |
| 5      | Paulo Gonçalves Honda   | 4:42:53 | 4:37     |
| 6      | Helder Rodrigues Honda  | 4:44:51 | 6:35     |
| 7      | Jeremías Israel Honda   | 4:45:26 | 7:10     |
| 8      | Matthias Walkner KTM    | 4:45:40 | 7:24     |
| 9      | Alain Duclos Sherco     | 4:48:13 | 9:57     |
| 10     | Toby Price KTM          | 4:48:21 | 10:05    |

| Klassement | Klassement              | Klassement | Klassement |
| Pos.       | Coureur                 | Tijd       | Verschil   |
| ---------- | ----------------------- | ---------- | ---------- |
| 1          | Joan Barreda Bort Honda | 17:51:05   | -          |
| 2          | Marc Coma KTM           | 18:01:38   | 10:33      |
| 3          | Paulo Gonçalves Honda   | 18:13:55   | 22:50      |
| 4 2        | Pablo Quintanilla KTM   | 18:22:11   | 31:06      |
| 5          | Jordi Viladoms KTM      | 18:27:28   | 36:23      |
| 6 2        | Ruben Faria KTM         | 18:29:18   | 38:13      |
| 7 1        | Matthias Walkner KTM    | 18:29:41   | 38:36      |
| 8 1        | Toby Price KTM          | 18:30:59   | 39:54      |
| 9 2        | Štefan Svitko KTM       | 18:33:10   | 42:05      |
| 10         | Helder Rodrigues Honda  | 18:34:29   | 43:24      |

### Quads
| Etappe | Etappe                               | Etappe  | Etappe   |
| Pos.   | Coureur                              | Tijd    | Verschil |
| ------ | ------------------------------------ | ------- | -------- |
| 1      | Rafał Sonik Yamaha                   | 5:47:46 | -        |
| 2      | Ignacio Casale Yamaha                | 5:58:37 | 10:51    |
| 3      | Jeremías González Ferioli Yamaha     | 6:09:27 | 21:41    |
| 4      | Sergio Roberto Lafuente Rocha Yamaha | 6:10:17 | 22:31    |
| 5      | Víctor Gallegos Honda                | 6:18:22 | 30:36    |
| 6      | Nelson Sanabria Galeano Yamaha       | 6:23:36 | 35:50    |
| 7      | Daniel Domaszewski Honda             | 6:26:35 | 38:49    |
| 8      | Pablo Sebastian Copetti Yamaha       | 6:27:25 | 39:39    |
| 9      | Gaston Alberto Gonzalez Yamaha       | 6:30:04 | 42:18    |
| 10     | Ricardo Vinet Can-Am                 | 6:32:36 | 44:50    |

| Klassement | Klassement                           | Klassement | Klassement |
| Pos.       | Coureur                              | Tijd       | Verschil   |
| ---------- | ------------------------------------ | ---------- | ---------- |
| 1          | Rafał Sonik Yamaha                   | 21:52:41   | -          |
| 2 1        | Ignacio Casale Yamaha                | 22:17:04   | 24:23      |
| 3 1        | Sergio Roberto Lafuente Rocha Yamaha | 22:19:01   | 26:20      |
| 4 3        | Jeremías González Ferioli Yamaha     | 23:22:48   | 1:30:07    |
| 5 1        | Pablo Sebastian Copetti Yamaha       | 23:35:40   | 1:42:59    |
| 6 4        | Ricardo Vinet Can-Am                 | 24:02:49   | 2:10:08    |
| 7 2        | Walter Nosiglia Honda                | 24:03:59   | 2:11:18    |
| 8 3        | Sebastián Halpern Yamaha             | 24:17:01   | 2:24:20    |
| 9 2        | Gaston Alberto Gonzalez Yamaha       | 24:17:34   | 2:24:53    |
| 10 2       | Kees Koolen Honda                    | 24:28:06   | 2:35:25    |

### Auto's
| Etappe | Etappe                       | Etappe  | Etappe   |
| Pos.   | Coureur                      | Tijd    | Verschil |
| ------ | ---------------------------- | ------- | -------- |
| 1      | Vladimir Vasilyev Mini       | 4:19:18 | -        |
| 2      | Yazeed Al-Rajhi Toyota       | 4:19:38 | 0:20     |
| 3      | Robby Gordon Gordini         | 4:20:43 | 1:25     |
| 4      | Nasser Al-Attiyah Mini       | 4:22:42 | 3:24     |
| 5      | Stéphane Peterhansel Peugeot | 4:23:22 | 4:04     |
| 6      | Giniel De Villiers Toyota    | 4:25:02 | 5:44     |
| 7      | Krzysztof Hołowczyc Mini     | 4:28:07 | 8:49     |
| 8      | Nani Roma Mini               | 4:29:20 | 10:02    |
| 9      | Erik van Loon Mini           | 4:30:53 | 11:35    |
| 10     | Orlando Terranova Mini       | 4:31:12 | 11:54    |

| Klassement | Klassement                   | Klassement | Klassement |
| Pos.       | Coureur                      | Tijd       | Verschil   |
| ---------- | ---------------------------- | ---------- | ---------- |
| 1          | Nasser Al-Attiyah Mini       | 16:53:26   | -          |
| 2          | Giniel De Villiers Toyota    | 17:04:01   | 10:35      |
| 3          | Yazeed Al-Rajhi Toyota       | 17:13:55   | 20:29      |
| 4 1        | Krzysztof Hołowczyc Mini     | 17:42:21   | 48:55      |
| 5 1        | Erik van Loon Mini           | 17:46:51   | 53:25      |
| 6 2        | Bernhard ten Brinke Toyota   | 17:49:45   | 56:19      |
| 7 4        | Vladimir Vasilyev Mini       | 18:03:18   | 1:09:52    |
| 8          | Christian Lavieille Toyota   | 18:07:25   | 1:13:59    |
| 9 3        | Stéphane Peterhansel Peugeot | 18:12:43   | 1:19:17    |
| 10 1       | Aydin Rakhimbaev Mini        | 18:14:58   | 1:21:32    |

### Trucks
| Etappe | Etappe                            | Etappe  | Etappe   |
| Pos.   | Coureur                           | Tijd    | Verschil |
| ------ | --------------------------------- | ------- | -------- |
| 1      | Eduard Nikolaev Kamaz             | 4:34:55 | -        |
| 2      | Ayrat Mardeev Kamaz               | 4:44:53 | 9:58     |
| 3      | Siarhei Viazovich MAZ             | 4:50:41 | 15:46    |
| 4      | Aleš Loprais MAN                  | 4:51:38 | 16:43    |
| 5      | Dmitry Sergeyevich Sotnikov Kamaz | 4:55:40 | 20:45    |
| 6      | Andrei Olégovich Kargínov Kamaz   | 5:01:43 | 26:48    |
| 7      | Marcel van Vliet MAN              | 5:10:25 | 35:30    |
| 8      | Tomáš Vrátný Tatra                | 5:10:27 | 35:32    |
| 9      | Gerard de Rooy Iveco              | 5:14:56 | 40:01    |
| 10     | Peter van den Bosch DAF           | 5:16:31 | 41:36    |

| Klassement | Klassement                        | Klassement | Klassement |
| Pos.       | Coureur                           | Tijd       | Verschil   |
| ---------- | --------------------------------- | ---------- | ---------- |
| 1 1        | Eduard Nikolaev Kamaz             | 15:16:18   | -          |
| 2 1        | Ayrat Mardeev Kamaz               | 15:24:19   | 8:01       |
| 3 1        | Aleš Loprais MAN                  | 15:43:46   | 27:28      |
| 4 1        | Andrei Olégovich Kargínov Kamaz   | 15:43:54   | 27:36      |
| 5 1        | Dmitry Sergeyevich Sotnikov Kamaz | 16:02:15   | 45:57      |
| 6 1        | Siarhei Viazovich MAZ             | 16:07:46   | 51:28      |
| 7 2        | Hans Stacey Iveco                 | 16:29:26   | 1:13:08    |
| 8 1        | Marcel van Vliet MAN              | 16:37:50   | 1:21:32    |
| 9 1        | Martin van den Brink Renault      | 17:06:37   | 1:50:19    |
| 10 2       | Martin Kolomý Tatra               | 17:14:27   | 1:58:09    |

## Etappe 6: Antofagasta-Iquique
| Motoren | Quads | Auto's | Trucks | Totaal |
| ------- | ----- | ------ | ------ | ------ |
| 4       | 6     | 5      | 3      | 18     |

Hélder Rodrigues was de snelste, gevolgd door Toby Price. Bij de quads zette Ignacio Nicolás Casale de aanval in en won 8 minuten terug op Rafał Krzysztof Sonik. Bij de auto's won Nasser Saleh Al-Attiyah voor de 3e keer deze editie een etappe. Giniel De Villiers finishte 37 seconde later en blijft Nasser's grootste concurrent. Bij de trucks won Eduard Valentínovich Nikoláev voor de 3e keer achter elkaar de etappe en liep verder uit in het klassement.

### Motoren
| Etappe | Etappe                    | Etappe  | Etappe   |
| Pos.   | Coureur                   | Tijd    | Verschil |
| ------ | ------------------------- | ------- | -------- |
| 1      | Helder Rodrigues Honda    | 3:40:10 | -        |
| 2      | Toby Price KTM            | 3:41:20 | 1:10     |
| 3      | Paulo Gonçalves Honda     | 3:41:52 | 1:42     |
| 4      | Pablo Quintanilla KTM     | 3:46:21 | 6:11     |
| 5      | Štefan Svitko KTM         | 3:46:52 | 6:42     |
| 6      | Joan Barreda Bort Honda   | 3:47:30 | 7:20     |
| 7      | Marc Coma KTM             | 3:49:24 | 9:14     |
| 8      | Ruben Faria KTM           | 3:49:44 | 9:34     |
| 9      | Ivan Jakeš KTM            | 3:54:09 | 13:59    |
| 10     | Patricio Cabrera Kawasaki | 3:54:14 | 14:04    |

| Klassement | Klassement              | Klassement | Klassement |
| Pos.       | Coureur                 | Tijd       | Verschil   |
| ---------- | ----------------------- | ---------- | ---------- |
| 1          | Joan Barreda Bort Honda | 21:38:35   | -          |
| 2          | Marc Coma KTM           | 21:51:02   | 12:27      |
| 3          | Paulo Gonçalves Honda   | 21:55:47   | 17:12      |
| 4          | Pablo Quintanilla KTM   | 22:08:32   | 29:57      |
| 5 3        | Toby Price KTM          | 22:12:19   | 33:44      |
| 6 4        | Helder Rodrigues Honda  | 22:14:39   | 36:04      |
| 7 1        | Ruben Faria KTM         | 22:19:02   | 40:27      |
| 8 1        | Štefan Svitko KTM       | 22:20:02   | 41:27      |
| 9 2        | Alain Duclos Sherco     | 22:31:31   | 52:56      |
| 10 4       | David Casteu KTM        | 22:53:27   | 1:14:52    |

### Quads
| Etappe | Etappe                               | Etappe  | Etappe   |
| Pos.   | Coureur                              | Tijd    | Verschil |
| ------ | ------------------------------------ | ------- | -------- |
| 1      | Ignacio Casale Yamaha                | 4:21:52 | -        |
| 2      | Rafał Sonik Yamaha                   | 4:30:07 | 8:15     |
| 3      | Sergio Roberto Lafuente Rocha Yamaha | 4:45:00 | 23:08    |
| 4      | Jeremías González Ferioli Yamaha     | 4:49:27 | 27:35    |
| 5      | Sebastián Halpern Yamaha             | 5:09:07 | 47:15    |
| 6      | Nelson Sanabria Galeano Yamaha       | 5:14:59 | 53:07    |
| 7      | Walter Nosiglia Honda                | 5:17:10 | 55:18    |
| 8      | Santiago Hansen Honda                | 5:39:27 | 1:17:35  |
| 9      | Willem Saaijman Yamaha               | 5:51:12 | 1:29:20  |
| 10     | Sebastián Palma González Can-Am      | 5:57:22 | 1:35:30  |

| Klassement | Klassement                           | Klassement | Klassement |
| Pos.       | Coureur                              | Tijd       | Verschil   |
| ---------- | ------------------------------------ | ---------- | ---------- |
| 1          | Rafał Sonik Yamaha                   | 26:22:48   | -          |
| 2          | Ignacio Casale Yamaha                | 26:38:56   | 16:08      |
| 3          | Sergio Roberto Lafuente Rocha Yamaha | 27:04:01   | 41:13      |
| 4          | Jeremías González Ferioli Yamaha     | 28:12:15   | 1:49:27    |
| 5 2        | Walter Nosiglia Honda                | 29:21:09   | 2:58:21    |
| 6 2        | Sebastián Halpern Yamaha             | 29:26:08   | 3:03:20    |
| 7 4        | Nelson Sanabria Galeano Yamaha       | 29:53:47   | 3:30:59    |
| 8 4        | Víctor Gallegos Honda                | 30:48:28   | 4:25:40    |
| 9 4        | Christophe Declerck Yamaha           | 31:45:11   | 5:22:23    |
| 10 4       | Sebastián Palma González Can-Am      | 32:23:48   | 6:01:00    |

### Auto's
| Etappe | Etappe                     | Etappe  | Etappe   |
| Pos.   | Coureur                    | Tijd    | Verschil |
| ------ | -------------------------- | ------- | -------- |
| 1      | Nasser Al-Attiyah Mini     | 2:37:18 | -        |
| 2      | Giniel De Villiers Toyota  | 2:37:55 | 0:37     |
| 3      | Nani Roma Mini             | 2:38:42 | 1:24     |
| 4      | Robby Gordon Gordini       | 2:39:03 | 1:45     |
| 5      | Orlando Terranova Mini     | 2:43:06 | 5:48     |
| 6      | Bernhard ten Brinke Toyota | 2:45:22 | 8:04     |
| 7      | Yazeed Al-Rajhi Toyota     | 2:45:33 | 8:15     |
| 8      | Krzysztof Hołowczyc Mini   | 2:49:16 | 11:58    |
| 9      | Erik van Loon Mini         | 2:50:36 | 13:18    |
| 10     | Christian Lavieille Toyota | 2:50:41 | 13:23    |

| Klassement | Klassement                   | Klassement | Klassement |
| Pos.       | Coureur                      | Tijd       | Verschil   |
| ---------- | ---------------------------- | ---------- | ---------- |
| 1          | Nasser Al-Attiyah Mini       | 19:30:44   | -          |
| 2          | Giniel De Villiers Toyota    | 19:41:56   | 11:12      |
| 3          | Yazeed Al-Rajhi Toyota       | 19:59:28   | 28:44      |
| 4          | Krzysztof Hołowczyc Mini     | 20:31:37   | 1:00:53    |
| 5 1        | Bernhard ten Brinke Toyota   | 20:35:07   | 1:04:23    |
| 6 1        | Erik van Loon Mini           | 20:37:27   | 1:06:43    |
| 7 1        | Christian Lavieille Toyota   | 20:58:06   | 1:27:22    |
| 8 3        | Carlos Sousa Mitsubishi      | 21:13:29   | 1:42:45    |
| 9 3        | Ronan Chabot SMG             | 21:20:11   | 1:49:27    |
| 10 1       | Stéphane Peterhansel Peugeot | 21:20:25   | 1:49:41    |

### Trucks
| Etappe | Etappe                            | Etappe  | Etappe   |
| Pos.   | Coureur                           | Tijd    | Verschil |
| ------ | --------------------------------- | ------- | -------- |
| 1      | Eduard Nikolaev Kamaz             | 2:54:28 | -        |
| 2      | Ayrat Mardeev Kamaz               | 3:00:05 | 5:37     |
| 3      | Andrei Olégovich Kargínov Kamaz   | 3:05:08 | 10:40    |
| 4      | Gerard de Rooy Iveco              | 3:05:59 | 11:31    |
| 5      | Dmitry Sergeyevich Sotnikov Kamaz | 3:07:12 | 12:44    |
| 6      | Siarhei Viazovich MAZ             | 3:19:44 | 25:16    |
| 7      | Martin Kolomý Tatra               | 3:21:40 | 27:12    |
| 8      | Hans Stacey Iveco                 | 3:24:56 | 30:28    |
| 9      | Artur Ardavichus Tatra            | 3:26:51 | 32:23    |
| 10     | Marcel van Vliet MAN              | 3:27:33 | 33:05    |

| Klassement | Klassement                        | Klassement | Klassement |
| Pos.       | Coureur                           | Tijd       | Verschil   |
| ---------- | --------------------------------- | ---------- | ---------- |
| 1          | Eduard Nikolaev Kamaz             | 18:10:46   | -          |
| 2          | Ayrat Mardeev Kamaz               | 18:24:24   | 13:38      |
| 3 1        | Andrei Olégovich Kargínov Kamaz   | 18:49:02   | 38:16      |
| 4 1        | Dmitry Sergeyevich Sotnikov Kamaz | 19:09:27   | 58:41      |
| 5 1        | Siarhei Viazovich MAZ             | 19:27:30   | 1:16:44    |
| 6 3        | Aleš Loprais MAN                  | 19:43:58   | 1:33:12    |
| 7          | Hans Stacey Iveco                 | 19:54:22   | 1:43:36    |
| 8          | Marcel van Vliet MAN              | 20:05:23   | 1:54:37    |
| 9 1        | Martin Kolomý Tatra               | 20:36:07   | 2:25:21    |
| 10 2       | Wulfert van Ginkel GINAF          | 21:06:54   | 2:56:08    |

## Etappe 7: Iquique-Uyuni
| Motoren | Quads | Auto's | Trucks | Totaal |
| ------- | ----- | ------ | ------ | ------ |
| 4       | 0     | 2      | 1      | 7      |

Bij de auto's won Orlando Terranova zijn 3e etappe deze rally, in dit eerste deel van de marathon etappe. De Motoren hadden eerst een rustdag en vertrokken pas een dag later naar Uyuni. Bij de motoren won de zeer constante Paulo Gonçalves de etappe. Hij bleef Marc Coma net voor met 14 seconde marge. Joan Barreda Bort crashte en verloor veel tijd door een kapotte duwbeugel. Bij de quads brak Ignacio Nicolás Casale een bot in zijn been, maar kon zijn weg toch vervolgen. Hij verloor wel wat tijd.

### Motoren
| Etappe | Etappe                  | Etappe  | Etappe   |
| Pos.   | Coureur                 | Tijd    | Verschil |
| ------ | ----------------------- | ------- | -------- |
| 1      | Paulo Gonçalves Honda   | 3:56:00 | -        |
| 2      | Marc Coma KTM           | 3:56:14 | 0:14     |
| 3      | Matthias Walkner KTM    | 3:56:30 | 0:30     |
| 4      | Pablo Quintanilla KTM   | 3:57:32 | 1:32     |
| 5      | Toby Price KTM          | 3:57:49 | 1:49     |
| 6      | Helder Rodrigues Honda  | 4:00:05 | 4:05     |
| 7      | Štefan Svitko KTM       | 4:01:09 | 5:09     |
| 8      | Riaan Van Niekerk KTM   | 4:02:06 | 6:06     |
| 9      | Jordi Viladoms KTM      | 4:02:10 | 6:10     |
| 10     | Joan Barreda Bort Honda | 4:02:13 | 6:13     |

| Klassement | Klassement              | Klassement | Klassement |
| Pos.       | Coureur                 | Tijd       | Verschil   |
| ---------- | ----------------------- | ---------- | ---------- |
| 1          | Joan Barreda Bort Honda | 25:40:48   | -          |
| 2          | Marc Coma KTM           | 25:47:16   | 6:28       |
| 3          | Paulo Gonçalves Honda   | 25:51:47   | 10:59      |
| 4          | Pablo Quintanilla KTM   | 26:06:04   | 25:16      |
| 5          | Toby Price KTM          | 26:10:08   | 29:20      |
| 6          | Helder Rodrigues Honda  | 26:14:44   | 33:56      |
| 7 1        | Štefan Svitko KTM       | 26:21:11   | 40:23      |
| 8 1        | Ruben Faria KTM         | 26:21:43   | 40:55      |
| 9          | Alain Duclos Sherco     | 26:46:19   | 1:05:31    |
| 10         | David Casteu KTM        | 26:57:40   | 1:16:52    |

### Quads
| Etappe | Etappe                               | Etappe  | Etappe   |
| Pos.   | Coureur                              | Tijd    | Verschil |
| ------ | ------------------------------------ | ------- | -------- |
| 1      | Nelson Sanabria Galeano Yamaha       | 5:22:12 | -        |
| 2      | Rafał Sonik Yamaha                   | 5:27:58 | 5:46     |
| 3      | Ignacio Casale Yamaha                | 5:33:49 | 11:37    |
| 4      | Ricardo Vinet Can-Am                 | 5:46:32 | 24:20    |
| 5      | Sergio Roberto Lafuente Rocha Yamaha | 5:54:45 | 32:33    |
| 6      | Daniel Domaszewski Honda             | 5:58:45 | 36:33    |
| 7      | Sebastián Palma González Can-Am      | 5:59:33 | 37:21    |
| 8      | Christophe Declerck Yamaha           | 6:10:08 | 47:56    |
| 9      | Giuliano Horacio Giordana Yamaha     | 6:15:19 | 53:07    |
| 10     | Willem Saaijman Yamaha               | 6:15:48 | 53:36    |

| Klassement | Klassement                           | Klassement | Klassement |
| Pos.       | Coureur                              | Tijd       | Verschil   |
| ---------- | ------------------------------------ | ---------- | ---------- |
| 1          | Rafał Sonik Yamaha                   | 31:50:46   | -          |
| 2          | Ignacio Casale Yamaha                | 32:12:45   | 21:59      |
| 3          | Sergio Roberto Lafuente Rocha Yamaha | 32:58:46   | 1:08:00    |
| 4          | Jeremías González Ferioli Yamaha     | 35:06:25   | 3:15:39    |
| 5 2        | Nelson Sanabria Galeano Yamaha       | 35:15:59   | 3:25:13    |
| 6 1        | Walter Nosigli Honda                 | 35:39:31   | 3:48:45    |
| 7 1        | Sebastián Halpern Yamaha             | 36:14:06   | 4:23:20    |
| 8          | Víctor Gallegos Honda                | 37:31:21   | 5:40:35    |
| 9          | Christophe Declerck Yamaha           | 37:55:19   | 6:04:33    |
| 10         | Sebastián Palma González Can-Am      | 38:23:21   | 6:32:35    |

### Auto's
| Etappe | Etappe                       | Etappe  | Etappe   |
| Pos.   | Coureur                      | Tijd    | Verschil |
| ------ | ---------------------------- | ------- | -------- |
| 1      | Orlando Terranova Mini       | 3:31:18 | -        |
| 2      | Yazeed Al-Rajhi Toyota       | 3:33:38 | 2:20     |
| 3      | Bernhard ten Brinke Toyota   | 3:33:46 | 2:28     |
| 4      | Krzysztof Hołowczyc Mini     | 3:34:15 | 2:57     |
| 5      | Nani Roma Mini               | 3:35:20 | 4:02     |
| 6      | Giniel De Villiers Toyota    | 3:38:08 | 6:50     |
| 7      | Nasser Al-Attiya Mini        | 3:41:06 | 9:48     |
| 8      | Stéphane Peterhansel Peugeot | 3:42:01 | 10:43    |
| 9      | Robby Gordon Gordini         | 3:42:06 | 10:48    |
| 10     | Vladimir Vasilyev Mini       | 3:44:50 | 13:32    |

| Klassement | Klassement                   | Klassement | Klassement |
| Pos.       | Coureur                      | Tijd       | Verschil   |
| ---------- | ---------------------------- | ---------- | ---------- |
| 1          | Nasser Al-Attiyah Mini       | 23:11:50   | -          |
| 2          | Giniel De Villiers Toyota    | 23:20:04   | 8:14       |
| 3          | Yazeed Al-Rajhi Toyota       | 23:33:06   | 21:16      |
| 4          | Krzysztof Hołowczyc Mini     | 24:05:52   | 54:02      |
| 5          | Bernhard ten Brinke Toyota   | 24:08:53   | 57:03      |
| 6          | Erik van Loon Mini           | 24:27:01   | 1:15:11    |
| 7          | Christian Lavieille Toyota   | 24:49:40   | 1:37:50    |
| 8 2        | Stéphane Peterhansel Peugeot | 25:02:26   | 1:50:36    |
| 9 1        | Carlos Sousa Mitsubishi      | 25:10:22   | 1:58:32    |
| 10 1       | Ronan Chabot SMG             | 25:22:35   | 2:10:45    |

### Trucks
| Etappe | Etappe                            | Etappe  | Etappe   |
| Pos.   | Coureur                           | Tijd    | Verschil |
| ------ | --------------------------------- | ------- | -------- |
| 1      | Aleš Loprais MAN                  | 4:02:54 | -        |
| 2      | Gerard de Rooy Iveco              | 4:08:33 | 5:39     |
| 3      | Andrei Olégovich Kargínov Kamaz   | 4:08:43 | 5:49     |
| 4      | Dmitry Sergeyevich Sotnikov Kamaz | 4:10:11 | 7:17     |
| 5      | Ayrat Mardeev Kamaz               | 4:11:08 | 8:14     |
| 6      | Hans Stacey Iveco                 | 4:28:53 | 25:59    |
| 7      | Martin van den Brink Renault      | 4:31:14 | 28:20    |
| 8      | Aleksandr Vasilevski MAZ          | 4:38:12 | 35:18    |
| 9      | Martin Kolomý Tatra               | 4:38:55 | 36:01    |
| 10     | Wulfert van Ginkel GINAF          | 4:41:13 | 38:19    |

| Klassement | Klassement                        | Klassement | Klassement |
| Pos.       | Coureur                           | Tijd       | Verschil   |
| ---------- | --------------------------------- | ---------- | ---------- |
| 1 1        | Ayrat Mardeev Kamaz               | 22:35:32   | -          |
| 2 1        | Andrei Olégovich Kargínov Kamaz   | 22:57:45   | 22:13      |
| 3 1        | Dmitry Sergeyevich Sotnikov Kamaz | 23:19:38   | 44:06      |
| 4 3        | Eduard Nikolaev Kamaz             | 23:20:15   | 44:43      |
| 5 1        | Aleš Loprais MAN                  | 23:46:52   | 1:11:20    |
| 6 1        | Siarhei Viazovich MAZ             | 24:21:40   | 1:46:08    |
| 7          | Hans Stacey Iveco                 | 24:23:15   | 1:47:43    |
| 8          | Marcel van Vliet MAN              | 25:04:38   | 2:29:06    |
| 9          | Martin Kolomý Tatra               | 25:15:02   | 2:39:30    |
| 10         | Wulfert van Ginkel GINAF          | 25:48:07   | 3:12:35    |

## Etappe 8: Uyuni-Iquique
| Motoren | Quads | Auto's | Trucks | Totaal |
| ------- | ----- | ------ | ------ | ------ |
| 15      | 2     | 0      | 0      | 17     |

Bij de auto's wist Yazeed Al-Rajhi de winstreeks van Mini coureurs te verbreken in het 2e deel van de marathonetappe voor de rustdag van de auto's en trucks. Bij de motoren won Pablo Quintanilla de etappe en deed goede zaken in het klassement. Een aantal favorieten hadden het moeilijk: Alessandro Botturi, Michael Metge, Daniel Gouët en Jordi Viladoms moesten allemaal de strijd staken. Hélder Rodrigues en Joan Barreda Bort konden hun weg wel vervolgen, maar verloren allebei 3 uur vanwege verschillende mechanische problemen. Laia Sanz werd 5e, haar beste resultaat van een Dakar etappe. Ook voor Xavier De Soultrait was het zijn beste resultaat, hij eindigde 6e. Bij de quads was het Jeremías González Ferioli die de etappe won, terwijl Ignacio Nicolás Casale de leiding weer terug kon pakken na een mindere dag van Rafał Krzysztof Sonik.

### Motoren
| Etappe | Etappe                     | Etappe  | Etappe   |
| Pos.   | Coureur                    | Tijd    | Verschil |
| ------ | -------------------------- | ------- | -------- |
| 1      | Pablo Quintanilla KTM      | 2:56:19 | -        |
| 2      | Juan Pedrero García Yamaha | 2:56:30 | 0:11     |
| 3      | Štefan Svitko KTM          | 2:56:31 | 0:12     |
| 4      | Toby Price KTM             | 2:57:00 | 0:41     |
| 5      | Laia Sanz Honda            | 2:58:55 | 2:36     |
| 6      | Xavier De Soultrait Yamaha | 3:02:55 | 6:36     |
| 7      | Alain Duclos Sherco        | 3:03:01 | 6:42     |
| 8      | Hans Vogels KTM            | 3:03:53 | 7:34     |
| 9      | Marc Coma KTM              | 3:03:56 | 7:37     |
| 10     | Ruben Faria KTM            | 3:04:03 | 7:44     |

| Klassement | Klassement            | Klassement | Klassement |
| Pos.       | Coureur               | Tijd       | Verschil   |
| ---------- | --------------------- | ---------- | ---------- |
| 1 1        | Marc Coma KTM         | 28:51:12   | -          |
| 2 1        | Paulo Gonçalves Honda | 29:00:23   | 9:11       |
| 3 1        | Pablo Quintanilla KTM | 29:02:23   | 11:11      |
| 4 1        | Toby Price KTM        | 29:07:08   | 15:56      |
| 5 2        | Štefan Svitko KTM     | 29:17:42   | 26:30      |
| 6 2        | Ruben Faria KTM       | 29:25:46   | 34:34      |
| 7 2        | Alain Duclos Sherco   | 29:49:20   | 58:08      |
| 8 2        | David Casteu KTM      | 30:02:00   | 1:10:48    |
| 9 5        | Laia Sanz Honda       | 30:10:03   | 1:18:51    |
| 10 3       | Ivan Jakeš KTM        | 30:38:59   | 1:47:47    |

### Quads
| Etappe | Etappe                               | Etappe  | Etappe   |
| Pos.   | Coureur                              | Tijd    | Verschil |
| ------ | ------------------------------------ | ------- | -------- |
| 1      | Jeremías González Ferioli Yamaha     | 3:43:35 | -        |
| 2      | Ignacio Casale Yamaha                | 3:51:29 | 7:54     |
| 3      | Sergio Roberto Lafuente Rocha Yamaha | 3:54:39 | 11:04    |
| 4      | Walter Nosiglia Honda                | 4:00:13 | 16:38    |
| 5      | Christophe Declerck Yamaha           | 4:13:12 | 29:37    |
| 6      | Daniel Domaszewski Honda             | 4:16:06 | 32:31    |
| 7      | Nelson Sanabria Galean Yamaha        | 4:18:40 | 35:05    |
| 8      | Rafał Sonik Yamaha                   | 4:20:17 | 36:42    |
| 9      | Víctor Gallegos Honda                | 4:27:49 | 44:14    |
| 10     | Santiago Hansen Honda                | 4:30:07 | 46:32    |

| Klassement | Klassement                           | Klassement | Klassement |
| Pos.       | Coureur                              | Tijd       | Verschil   |
| ---------- | ------------------------------------ | ---------- | ---------- |
| 1 1        | Ignacio Casale Yamaha                | 36:04:14   | -          |
| 2 1        | Rafał Soni Yamaha                    | 36:11:03   | 6:49       |
| 3          | Sergio Roberto Lafuente Rocha Yamaha | 36:53:25   | 49:11      |
| 4          | Jeremías González Ferioli Yamaha     | 38:50:00   | 2:45:46    |
| 5          | Nelson Sanabria Galeano Yamaha       | 39:34:39   | 3:30:25    |
| 6          | Walter Nosiglia Honda                | 39:39:44   | 3:35:30    |
| 7 1        | Víctor Gallegos Honda                | 41:59:10   | 5:54:56    |
| 8 1        | Christophe Declerck Yamaha           | 42:08:31   | 6:04:17    |
| 9 3        | Daniel Domaszewski Honda             | 43:52:54   | 7:48:40    |
| 10         | Sebastián Palma González Can-Am      | 44:14:22   | 8:10:08    |

s

### Auto's
| Etappe | Etappe                       | Etappe  | Etappe   |
| Pos.   | Coureur                      | Tijd    | Verschil |
| ------ | ---------------------------- | ------- | -------- |
| 1      | Yazeed Al-Rajhi Toyota       | 3:26:49 | -        |
| 2      | Orlando Terranova Mini       | 3:28:01 | 1:12     |
| 3      | Nasser Al-Attiyah Mini       | 3:29:25 | 2:36     |
| 4      | Giniel De Villiers Toyota    | 3:29:38 | 2:49     |
| 5      | Krzysztof Hołowczyc Mini     | 3:30:01 | 3:12     |
| 6      | Nani Roma Mini               | 3:30:13 | 3:24     |
| 7      | Stéphane Peterhansel Peugeot | 3:30:35 | 3:46     |
| 8      | Vladimir Vasilyev Mini       | 3:32:49 | 6:00     |
| 9      | Boris Garafulic Litvak Mini  | 3:36:58 | 10:09    |
| 10     | Carlos Sousa Mitsubishi      | 3:38:06 | 11:17    |

| Klassement | Klassement                   | Klassement | Klassement |
| Pos.       | Coureur                      | Tijd       | Verschil   |
| ---------- | ---------------------------- | ---------- | ---------- |
| 1          | Nasser Al-Attiyah Mini       | 26:41:15   | -          |
| 2          | Giniel De Villiers Toyota    | 26:49:42   | 8:27       |
| 3          | Yazeed Al-Rajhi Toyota       | 26:59:55   | 18:40      |
| 4          | Krzysztof Hołowczyc Mini     | 27:35:53   | 54:38      |
| 5          | Bernhard ten Brinke Toyota   | 28:04:07   | 1:22:52    |
| 6          | Erik van Loon Mini           | 28:07:06   | 1:25:51    |
| 7          | Christian Lavieille Toyota   | 28:29:56   | 1:48:41    |
| 8          | Stéphane Peterhansel Peugeot | 28:33:01   | 1:51:46    |
| 9          | Carlos Sousa Mitsubishi      | 28:48:28   | 2:07:13    |
| 10         | Ronan Chabot SMG             | 29:08:05   | 2:26:50    |

### Trucks
| Etappe | Etappe                            | Etappe  | Etappe   |
| Pos.   | Coureur                           | Tijd    | Verschil |
| ------ | --------------------------------- | ------- | -------- |
| 1      | Eduard Nikolaev Kamaz             | 3:25:47 | -        |
| 2      | Gerard de Rooy Iveco              | 3:37:03 | 11:16    |
| 3      | Andrei Olégovich Kargínov Kamaz   | 3:40:45 | 14:58    |
| 4      | Aleš Loprais MAN                  | 3:45:48 | 20:01    |
| 5      | Ayrat Mardeev Kamaz               | 3:57:49 | 32:02    |
| 6      | Martin Kolomý Tatra               | 4:12:15 | 46:28    |
| 7      | Hans Stacey Iveco                 | 4:15:30 | 49:43    |
| 8      | Marcel van Vliet MAN              | 4:17:45 | 51:58    |
| 9      | Dmitry Sergeyevich Sotnikov Kamaz | 4:28:12 | 1:02:25  |
| 10     | Artur Ardavichus Tatra            | 4:30:24 | 1:04:37  |

| Klassement | Klassement                        | Klassement | Klassement |
| Pos.       | Coureur                           | Tijd       | Verschil   |
| ---------- | --------------------------------- | ---------- | ---------- |
| 1          | Ayrat Mardeev Kamaz               | 26:33:21   | -          |
| 2          | Andrei Olégovich Kargínov Kamaz   | 26:38:30   | 5:09       |
| 3 1        | Eduard Nikolaev Kamaz             | 26:46:02   | 12:41      |
| 4 1        | Aleš Loprais MAN                  | 27:32:40   | 59:19      |
| 5 2        | Dmitry Sergeyevich Sotnikov Kamaz | 27:47:50   | 1:14:29    |
| 6 1        | Hans Stacey Iveco                 | 28:38:45   | 2:05:24    |
| 7 1        | Marcel van Vliet MAN              | 29:22:23   | 2:49:02    |
| 8 1        | Martin Kolomý Tatra               | 29:27:17   | 2:53:56    |
| 9 3        | Aleksandr Vasilevski MAZ          | 31:32:07   | 4:58:46    |
| 10 3       | Pep Vila Roca Iveco               | 32:11:44   | 5:38:23    |

## Etappe 9: Iquique-Calama
| Motoren | Quads | Auto's | Trucks | Totaal |
| ------- | ----- | ------ | ------ | ------ |
| 3       | 0     | 1      | 0      | 4      |

De Honda rijders gingen het snelst door de etappe en Hélder Rodrigues was de winnaar voor teamgenoot Paulo Gonçalves. Bij de quads was Víctor Manuel Gallegos Lozic de snelste, terwijl Rafał Krzysztof Sonik de leiding heroverde. Bij de auto's toonde Nani Roma zich met de etappeoverwinning. Giniel De Villiers verloor een kwartier door een navigatiefout. Bij de trucks won Ayrat Ilgizarovich Mardeev de etappe en kon zo zijn voorsprong iets uitbreiden.

### Motoren
| Etappe | Etappe                  | Etappe  | Etappe   |
| Pos.   | Coureur                 | Tijd    | Verschil |
| ------ | ----------------------- | ------- | -------- |
| 1      | Helder Rodrigues Honda  | 5:06:14 | -        |
| 2      | Paulo Gonçalves Honda   | 5:10:05 | 3:51     |
| 3      | Marc Coma KTM           | 5:13:48 | 7:34     |
| 4      | Javier Pizzolito Honda  | 5:26:21 | 20:07    |
| 5      | Štefan Svitko KTM       | 5:27:54 | 21:40    |
| 6      | Toby Price KTM          | 5:29:23 | 23:09    |
| 7      | Pablo Quintanilla KTM   | 5:29:29 | 23:15    |
| 8      | Olivier Pain Yamaha     | 5:34:23 | 28:09    |
| 9      | David Casteu KTM        | 5:34:26 | 28:12    |
| 10     | Joan Barreda Bort Honda | 5:41:01 | 34:47    |

| Klassement | Klassement            | Klassement | Klassement |
| Pos.       | Coureur               | Tijd       | Verschil   |
| ---------- | --------------------- | ---------- | ---------- |
| 1          | Marc Coma KTM         | 34:05:00   | -          |
| 2          | Paulo Gonçalves Honda | 34:10:28   | 5:28       |
| 3          | Pablo Quintanilla KTM | 34:31:52   | 26:52      |
| 4          | Toby Price KTM        | 34:36:31   | 31:31      |
| 5          | Štefan Svitko KTM     | 34:45:36   | 40:36      |
| 6 2        | David Casteu KTM      | 35:36:26   | 1:31:26    |
| 7 1        | Ruben Faria KTM       | 35:46:22   | 1:41:22    |
| 8 1        | Laia Sanz Honda       | 35:59:37   | 1:54:37    |
| 9 1        | Ivan Jakeš KTM        | 36:23:31   | 2:18:31    |
| 10 3       | Olivier Pain Yamaha   | 36:41:13   | 2:36:13    |

### Quads
| Etappe | Etappe                               | Etappe  | Etappe   |
| Pos.   | Coureur                              | Tijd    | Verschil |
| ------ | ------------------------------------ | ------- | -------- |
| 1      | Víctor Gallegos Honda                | 6:31:46 | -        |
| 2      | Rafał Sonik Yamaha                   | 6:47:21 | 15:35    |
| 3      | Sergio Roberto Lafuente Rocha Yamaha | 6:57:15 | 25:29    |
| 4      | Ignacio Casale Yamaha                | 6:58:10 | 26:24    |
| 5      | Jeremías González Ferioli Yamaha     | 7:02:07 | 30:21    |
| 6      | Christophe Declerck Yamaha           | 7:04:00 | 32:14    |
| 7      | Walter Nosiglia Honda                | 7:04:19 | 32:33    |
| 8      | Daniel Domaszewski Honda             | 7:29:16 | 57:30    |
| 9      | Nelson Sanabria Galeano Yamaha       | 7:48:03 | 1:16:17  |
| 10     | Willem Saaijman Yamaha               | 8:09:05 | 1:37:19  |

| Klassement | Klassement                           | Klassement | Klassement |
| Pos.       | Coureur                              | Tijd       | Verschil   |
| ---------- | ------------------------------------ | ---------- | ---------- |
| 1 1        | Rafał Sonik Yamaha                   | 42:58:24   | -          |
| 2 1        | Ignacio Casale Yamaha                | 43:02:24   | 4:00       |
| 3          | Sergio Roberto Lafuente Rocha Yamaha | 43:50:40   | 52:16      |
| 4          | Jeremías González Ferioli Yamaha     | 45:52:07   | 2:53:43    |
| 5 1        | Walter Nosiglia Honda                | 46:44:03   | 3:45:39    |
| 6 1        | Nelson Sanabria Galeano Yamaha       | 47:22:42   | 4:24:18    |
| 7          | Víctor Gallegos Honda                | 48:30:56   | 5:32:32    |
| 8          | Christophe Declerck Yamaha           | 49:12:31   | 6:14:07    |
| 9          | Daniel Domaszewski Honda             | 51:22:10   | 8:23:46    |
| 10         | Sebastián Palma González Can-Am      | 52:44:10   | 9:45:46    |

### Auto's
| Etappe | Etappe                    | Etappe  | Etappe   |
| Pos.   | Coureur                   | Tijd    | Verschil |
| ------ | ------------------------- | ------- | -------- |
| 1      | Nani Roma Mini            | 4:41:56 | -        |
| 2      | Nasser Al-Attiyah Mini    | 4:48:23 | 6:27     |
| 3      | Vladimir Vasilyev Mini    | 4:57:48 | 15:52    |
| 4      | Giniel De Villiers Toyota | 5:03:54 | 21:58    |
| 5      | Yazeed Al-Rajhi Toyota    | 5:09:12 | 27:16    |
| 6      | Krzysztof Hołowczyc Mini  | 5:11:26 | 29:30    |
| 7      | Orlando Terranova Mini    | 5:12:30 | 30:34    |
| 8      | Robby Gordon Gordini      | 5:17:55 | 35:59    |
| 9      | Cyril Despres Peugeot     | 5:27:18 | 45:22    |
| 10     | Pierre Lachaume Optimus   | 5:27:31 | 45:35    |

| Klassement | Klassement                 | Klassement | Klassement |
| Pos.       | Coureur                    | Tijd       | Verschil   |
| ---------- | -------------------------- | ---------- | ---------- |
| 1          | Nasser Al-Attiyah Mini     | 31:29:38   | -          |
| 2          | Giniel De Villiers Toyota  | 31:53:36   | 23:58      |
| 3          | Yazeed Al-Rajhi Toyota     | 32:09:07   | 39:29      |
| 4          | Krzysztof Hołowczyc Mini   | 32:47:19   | 1:17:41    |
| 5 1        | Erik van Loon Mini         | 34:11:24   | 2:41:46    |
| 6 1        | Christian Lavieille Toyota | 34:21:17   | 2:51:39    |
| 7 5        | Vladimir Vasilyev Mini     | 34:32:19   | 3:02:41    |
| 8 1        | Carlos Sousa Mitsubishi    | 35:03:13   | 3:33:35    |
| 9 4        | Bernhard ten Brinke Toyota | 35:03:45   | 3:34:07    |
| 10 3       | Aydin Rakhimbaev Mini      | 35:11:02   | 3:41:24    |

### Trucks
| Etappe | Etappe                            | Etappe  | Etappe   |
| Pos.   | Coureur                           | Tijd    | Verschil |
| ------ | --------------------------------- | ------- | -------- |
| 1      | Ayrat Mardeev Kamaz               | 5:19:29 | -        |
| 2      | Eduard Nikolaev Kamaz             | 5:20:58 | 1:29     |
| 3      | Gerard de Rooy Iveco              | 5:26:34 | 7:05     |
| 4      | Andrei Olégovich Kargínov Kamaz   | 5:35:02 | 15:33    |
| 5      | Aleš Loprais MAN                  | 5:38:27 | 18:58    |
| 6      | Hans Stacey Iveco                 | 5:44:51 | 25:22    |
| 7      | Martin Kolomý Tatra               | 5:48:11 | 28:42    |
| 8      | Dmitry Sergeyevich Sotnikov Kamaz | 5:56:49 | 37:20    |
| 9      | Artur Ardavichus Tatra            | 6:13:58 | 54:29    |
| 10     | Wulfert van Ginkel GINAF          | 6:17:32 | 58:03    |

| Klassement | Klassement                        | Klassement | Klassement |
| Pos.       | Coureur                           | Tijd       | Verschil   |
| ---------- | --------------------------------- | ---------- | ---------- |
| 1          | Ayrat Mardeev Kamaz               | 31:52:50   | -          |
| 2 1        | Eduard Nikolaev Kamaz             | 32:07:00   | 14:10      |
| 3 1        | Andrei Olégovich Kargínov Kamaz   | 32:13:32   | 20:42      |
| 4          | Aleš Loprais MAN                  | 33:11:07   | 1:18:17    |
| 5          | Dmitry Sergeyevich Sotnikov Kamaz | 33:44:39   | 1:51:49    |
| 6          | Hans Stacey Iveco                 | 34:23:36   | 2:30:46    |
| 7 1        | Martin Kolomý Tatra               | 35:15:28   | 3:22:38    |
| 8 1        | Marcel van Vliet MAN              | 35:54:52   | 4:02:02    |
| 9          | Aleksandr Vasilevski MAZ          | 38:17:08   | 6:24:18    |
| 10 4       | Gerard de Rooy Iveco              | 38:58:24   | 7:05:34    |

## Etappe 10: Calama-Salta
| Motoren | Quads | Auto's | Trucks | Totaal |
| ------- | ----- | ------ | ------ | ------ |
| 8       | 2     | 4      | 0      | 14     |

Joan Barreda Bort had na een paar dagen vol pech weer een goede dag en won de etappe, de 3e deze editie. Marc Coma deed goede zaken in het klassement. Bij de quads was Nelson Augusto Sanabria Galeano de snelste. Rafał Krzysztof Sonik was na de etappe vrijwel zeker van de eindoverwinning na het wegvallen van zijn 2 grootste concurrenten: Ignacio Nicolás Casale en Sergio Roberto Lafuente Rocha vielen allebei weg. Bij de auto's won leider Nasser Saleh Al-Attiyah de etappe voor Orlando Terranova. Bij de trucks won Eduard Valentínovich Nikoláev, maar won slechts 49 seconde terug op leider Ayrat Ilgizarovich Mardeev.

### Motoren
| Etappe | Etappe                  | Etappe  | Etappe   |
| Pos.   | Coureur                 | Tijd    | Verschil |
| ------ | ----------------------- | ------- | -------- |
| 1      | Joan Barreda Bort Honda | 4:07:11 | -        |
| 2      | Marc Coma KTM           | 4:08:50 | 1:39     |
| 3      | Ruben Faria KTM         | 4:09:08 | 1:57     |
| 4      | Toby Price KTM          | 4:09:25 | 2:14     |
| 5      | Paulo Gonçalves Honda   | 4:10:57 | 3:46     |
| 6      | Štefan Svitko KTM       | 4:13:33 | 6:22     |
| 7      | Helder Rodrigues Honda  | 4:13:37 | 6:26     |
| 8      | Pablo Quintanilla KTM   | 4:13:40 | 6:29     |
| 9      | Ivan Jakeš KTM          | 4:16:10 | 8:59     |
| 10     | Hans Vogels KTM         | 4:17:30 | 10:19    |

| Klassement | Klassement            | Klassement | Klassement |
| Pos.       | Coureur               | Tijd       | Verschil   |
| ---------- | --------------------- | ---------- | ---------- |
| 1          | Marc Coma KTM         | 38:13:50   | -          |
| 2          | Paulo Gonçalves Honda | 38:21:25   | 7:35       |
| 3          | Pablo Quintanilla KTM | 38:45:32   | 31:42      |
| 4          | Toby Price KTM        | 38:45:56   | 32:06      |
| 5          | Štefan Svitko KTM     | 38:59:09   | 45:19      |
| 6          | David Casteu KTM      | 39:55:04   | 1:41:14    |
| 7          | Ruben Faria KTM       | 39:55:30   | 1:41:40    |
| 8          | Laia Sanz Honda       | 40:18:50   | 2:05:00    |
| 9          | Ivan Jakeš KTM        | 40:39:41   | 2:25:51    |
| 10         | Olivier Pain Yamaha   | 41:04:01   | 2:50:11    |

### Quads
| Etappe | Etappe                           | Etappe  | Etappe   |
| Pos.   | Coureur                          | Tijd    | Verschil |
| ------ | -------------------------------- | ------- | -------- |
| 1      | Nelson Sanabria Galean Yamaha    | 4:58:29 | -        |
| 2      | Jeremías González Ferioli Yamaha | 5:01:39 | 3:10     |
| 3      | Walter Nosiglia Honda            | 5:02:29 | 4:00     |
| 4      | Rafał Sonik Yamaha               | 5:03:43 | 5:14     |
| 5      | Christophe Declerck Yamaha       | 5:05:43 | 7:14     |
| 6      | Víctor Gallegos Honda            | 5:07:38 | 9:09     |
| 7      | Daniel Domaszewski Honda         | 5:09:34 | 11:05    |
| 8      | Ricardo Vinet Can-Am             | 5:11:35 | 13:06    |
| 9      | Willem Saaijman Yamaha           | 5:15:33 | 17:04    |
| 10     | Sebastián Palma González Can-Am  | 5:20:04 | 21:35    |

| Klassement | Klassement                       | Klassement | Klassement |
| Pos.       | Coureur                          | Tijd       | Verschil   |
| ---------- | -------------------------------- | ---------- | ---------- |
| 1          | Rafał Sonik Yamaha               | 48:02:07   | -          |
| 2 2        | Jeremías González Ferioli Yamaha | 50:53:46   | 2:51:39    |
| 3 2        | Walter Nosiglia Honda            | 51:46:32   | 3:44:25    |
| 4 2        | Nelson Sanabria Galeano Yamaha   | 52:21:11   | 4:19:04    |
| 5 2        | Víctor Gallego Honda             | 53:38:34   | 5:36:27    |
| 6 2        | Christophe Declerck Yamaha       | 54:18:14   | 6:16:07    |
| 7 2        | Daniel Domaszewski Honda         | 56:31:44   | 8:29:37    |
| 8 2        | Sebastián Palma González Can-Am  | 58:04:14   | 10:02:07   |
| 9 2        | Santiago Hansen Honda            | 60:28:53   | 12:26:46   |
| 10 2       | Willem Saaijman Yamaha           | 61:41:01   | 13:38:54   |

### Auto's
| Etappe | Etappe                       | Etappe  | Etappe   |
| Pos.   | Coureur                      | Tijd    | Verschil |
| ------ | ---------------------------- | ------- | -------- |
| 1      | Nasser Al-Attiyah Mini       | 3:49:59 | -        |
| 2      | Orlando Terranova Mini       | 3:51:34 | 1:35     |
| 3      | Yazeed Al-Rajhi Toyota       | 3:53:38 | 3:39     |
| 4      | Leeroy Poulter Toyota        | 3:54:05 | 4:06     |
| 5      | Giniel De Villiers Toyota    | 3:54:23 | 4:24     |
| 6      | Bernhard ten Brinke Toyota   | 3:55:20 | 5:21     |
| 7      | Krzysztof Hołowczyc Mini     | 3:56:00 | 6:01     |
| 8      | Emiliano Spataro Renault     | 3:57:18 | 7:19     |
| 9      | Stéphane Peterhansel Peugeot | 3:57:22 | 7:23     |
| 10     | Carlos Sousa Mitsubishi      | 3:58:17 | 8:18     |

| Klassement | Klassement                 | Klassement | Klassement |
| Pos.       | Coureur                    | Tijd       | Verschil   |
| ---------- | -------------------------- | ---------- | ---------- |
| 1          | Nasser Al-Attiyah Mini     | 35:19:37   | -          |
| 2          | Giniel De Villiers Toyota  | 35:47:59   | 28:22      |
| 3          | Yazeed Al-Rajhi Toyota     | 36:02:45   | 43:08      |
| 4          | Krzysztof Hołowczyc Mini   | 36:43:19   | 1:23:42    |
| 5          | Erik van Loon Mini         | 38:10:50   | 2:51:13    |
| 6          | Christian Lavieille Toyota | 38:21:18   | 3:01:41    |
| 7          | Vladimir Vasilyev Mini     | 38:31:47   | 3:12:10    |
| 8 1        | Bernhard ten Brinke Toyota | 38:59:05   | 3:39:28    |
| 9 1        | Carlos Sousa Mitsubishi    | 39:01:30   | 3:41:53    |
| 10         | Aydin Rakhimbaev Mini      | 39:18:54   | 3:59:17    |

### Trucks
| Etappe | Etappe                       | Etappe  | Etappe   |
| Pos.   | Coureur                      | Tijd    | Verschil |
| ------ | ---------------------------- | ------- | -------- |
| 1      | Eduard Nikolaev Kamaz        | 4:18:17 | -        |
| 2      | Ayrat Mardeev Kamaz          | 4:19:06 | 0:49     |
| 3      | Siarhei Viazovich MAZ        | 4:19:36 | 1:19     |
| 4      | Aleš Loprais MAN             | 4:22:59 | 4:42     |
| 5      | Gerard de Rooy Iveco         | 4:23:36 | 5:19     |
| 6      | Hans Stacey Iveco            | 4:25:33 | 7:16     |
| 7      | Martin van den Brink Renault | 4:31:57 | 13:40    |
| 8      | Ton van Genugten DAF         | 4:34:54 | 16:37    |
| 9      | Wulfert van Ginkel GINAF     | 4:36:25 | 18:08    |
| 10     | Aleksandr Vasilevski MAZ     | 4:36:58 | 18:41    |

| Klassement | Klassement                        | Klassement | Klassement |
| Pos.       | Coureur                           | Tijd       | Verschil   |
| ---------- | --------------------------------- | ---------- | ---------- |
| 1          | Ayrat Mardeev Kamaz               | 36:11:56   | -          |
| 2          | Eduard Nikolaev Kamaz             | 36:25:17   | 13:21      |
| 3          | Andrei Olégovich Kargínov Kamaz   | 36:54:42   | 42:46      |
| 4          | Aleš Loprais MAN                  | 37:34:06   | 1:22:10    |
| 5          | Dmitry Sergeyevich Sotnikov Kamaz | 38:31:00   | 2:19:04    |
| 6          | Hans Stacey Iveco                 | 38:49:09   | 2:37:13    |
| 7          | Martin Kolomý Tatra               | 40:17:04   | 4:05:08    |
| 8          | Marcel van Vliet MAN              | 40:34:35   | 4:22:39    |
| 9          | Aleksandr Vasilevski MAZ          | 42:54:06   | 6:42:10    |
| 10         | Gerard de Rooy Iveco              | 43:22:00   | 7:10:04    |

## Etappe 11: Salta-Termas de Río Hondo
| Motoren | Quads | Auto's | Trucks | Totaal |
| ------- | ----- | ------ | ------ | ------ |
| 3       | 1     | 3      | 0      | 7      |

Joan Barreda Bort en Paulo Gonçalves waren de snelste, maar kregen tijdstraffen na het vervangen van de moter, waardoor Ivan Jakeš tot de snelste werd gerekend. Marc Coma kon daardoor zijn voorsprong flink uitbreiden. Bij de quads was Christophe Declerck de snelste. Bij de auto's waren Nasser Saleh Al-Attiyah en Orlando Terranova opnieuw de snelste 2. Bij de trucks waren de Iveco's de snelste, Hans Stacey won de etappe voor Gerard de Rooy.

### Motoren
| Etappe | Etappe                 | Etappe  | Etappe   |
| Pos.   | Coureur                | Tijd    | Verschil |
| ------ | ---------------------- | ------- | -------- |
| 1      | Ivan Jakeš KTM         | 3:28:08 | -        |
| 2      | Ruben Faria KTM        | 3:28:16 | 0:08     |
| 3      | Toby Price KTM         | 3:28:50 | 0:42     |
| 4      | Marc Coma KTM          | 3:29:13 | 1:05     |
| 5      | Pablo Quintanilla KTM  | 3:30:46 | 2:38     |
| 6      | Helder Rodrigues Honda | 3:31:58 | 3:50     |
| 7      | Štefan Svitko KTM      | 3:32:01 | 3:53     |
| 8      | Hans Vogels KTM        | 3:32:25 | 4:17     |
| 9      | Frans Verhoeven Yamaha | 3:33:42 | 5:34     |
| 10     | Olivier Pain Yamaha    | 3:34:19 | 6:11     |

| Klassement | Klassement            | Klassement | Klassement |
| Pos.       | Coureur               | Tijd       | Verschil   |
| ---------- | --------------------- | ---------- | ---------- |
| 1          | Marc Coma KTM         | 41:43:03   | -          |
| 2          | Paulo Gonçalves Honda | 42:04:15   | 21:12      |
| 3 1        | Toby Price KTM        | 42:14:46   | 31:43      |
| 4 1        | Pablo Quintanilla KTM | 42:16:18   | 33:15      |
| 5          | Štefan Svitko KTM     | 42:31:10   | 48:07      |
| 6 1        | Ruben Faria KTM       | 43:23:46   | 1:40:43    |
| 7 1        | David Casteu KTM      | 43:29:54   | 1:46:51    |
| 8          | Laia Sanz Honda       | 43:56:23   | 2:13:20    |
| 9          | Ivan Jakeš KTM        | 44:07:49   | 2:24:46    |
| 10         | Olivier Pain Yamaha   | 44:38:20   | 2:55:17    |

### Quads
| Etappe | Etappe                           | Etappe  | Etappe   |
| Pos.   | Coureur                          | Tijd    | Verschil |
| ------ | -------------------------------- | ------- | -------- |
| 1      | Christophe Declerck Yamaha       | 3:56:39 | -        |
| 2      | Nelson Sanabria Galeano Yamaha   | 4:03:14 | 6:35     |
| 3      | Walter Nosiglia Honda            | 4:03:29 | 6:50     |
| 3      | Willem Saaijman Yamaha           | 4:03:29 | 6:50     |
| 5      | Jeremías González Ferioli Yamaha | 4:04:13 | 7:34     |
| 6      | Rafał Sonik Yamaha               | 4:05:51 | 9:12     |
| 7      | Ricardo Vinet Can-Am             | 4:13:16 | 16:37    |
| 8      | Daniel Domaszewski Honda         | 4:15:41 | 19:02    |
| 9      | Sebastián Palma González Can-Am  | 4:31:37 | 34:58    |
| 10     | Giuliano Horacio Giordana Yamaha | 4:32:19 | 35:40    |

| Klassement | Klassement                       | Klassement | Klassement |
| Pos.       | Coureur                          | Tijd       | Verschil   |
| ---------- | -------------------------------- | ---------- | ---------- |
| 1          | Rafał Sonik Yamaha               | 52:07:58   | -          |
| 2          | Jeremías González Ferioli Yamaha | 54:57:59   | 2:50:01    |
| 3          | Walter Nosiglia Honda            | 55:50:01   | 3:42:03    |
| 4          | Nelson Sanabria Galeano Yamaha   | 56:24:25   | 4:16:27    |
| 5 1        | Christophe Declerck Yamaha       | 58:14:53   | 6:06:55    |
| 6 1        | Daniel Domaszewski Honda         | 60:47:25   | 8:39:27    |
| 7 1        | Sebastián Palma González Can-Am  | 62:35:51   | 10:27:53   |
| 8 1        | Santiago Hansen Honda            | 65:03:57   | 12:55:59   |
| 9 1        | Willem Saaijman Yamaha           | 65:44:30   | 13:36:32   |
| 10 1       | André Suguita Can-Am             | 72:26:09   | 20:18:11   |

### Auto's
| Etappe | Etappe                       | Etappe  | Etappe   |
| Pos.   | Coureur                      | Tijd    | Verschil |
| ------ | ---------------------------- | ------- | -------- |
| 1      | Nasser Al-Attiyah Mini       | 1:53:10 | -        |
| 2      | Orlando Terranova Mini       | 1:53:37 | 0:27     |
| 3      | Giniel De Villiers Toyota    | 1:53:49 | 0:39     |
| 4      | Benediktas Vanagas Toyota    | 1:53:50 | 0:40     |
| 5      | Vladimir Vasilyev Mini       | 1:54:26 | 1:16     |
| 6      | Bernhard ten Brinke Toyota   | 1:55:22 | 2:12     |
| 7      | Stéphane Peterhansel Peugeot | 1:55:26 | 2:16     |
| 8      | Carlos Sousa Mitsubishi      | 1:55:37 | 2:27     |
| 9      | Christian Lavieille Toyota   | 1:55:50 | 2:40     |
| 10     | Emiliano Spataro Renault     | 1:55:57 | 2:47     |

| Klassement | Klassement                 | Klassement | Klassement |
| Pos.       | Coureur                    | Tijd       | Verschil   |
| ---------- | -------------------------- | ---------- | ---------- |
| 1          | Nasser Al-Attiyah Mini     | 37:12:47   | -          |
| 2          | Giniel De Villiers Toyota  | 37:41:48   | 29:01      |
| 3 1        | Krzysztof Hołowczyc Mini   | 38:41:36   | 1:28:49    |
| 4 1        | Erik van Loon Mini         | 40:06:56   | 2:54:09    |
| 5 1        | Christian Lavieille Toyota | 40:17:08   | 3:04:21    |
| 6 1        | Vladimir Vasilyev Mini     | 40:26:13   | 3:13:26    |
| 7 1        | Bernhard ten Brinke Toyota | 40:54:27   | 3:41:40    |
| 8 1        | Carlos Sousa Mitsubishi    | 40:57:07   | 3:44:20    |
| 9 1        | Aydin Rakhimbaev Mini      | 41:15:56   | 4:03:09    |
| 10 1       | Ronan Chabot SMG           | 41:39:16   | 4:26:29    |

### Trucks
| Etappe | Etappe                       | Etappe  | Etappe   |
| Pos.   | Coureur                      | Tijd    | Verschil |
| ------ | ---------------------------- | ------- | -------- |
| 1      | Hans Stacey Iveco            | 2:08:11 | -        |
| 2      | Gerard de Rooy Iveco         | 2:09:21 | 1:10     |
| 3      | Eduard Nikolaev Kamaz        | 2:10:07 | 1:56     |
| 4      | Siarhei Viazovich MAZ        | 2:10:11 | 2:00     |
| 5      | Marcel van Vliet MAN         | 2:11:18 | 3:07     |
| 6      | Martin Kolomý Tatra          | 2:11:28 | 3:17     |
| 7      | Aleš Loprais MAN             | 2:12:00 | 3:49     |
| 8      | Martin van den Brink Renault | 2:12:08 | 3:57     |
| 9      | Ayrat Mardeev Kamaz          | 2:12:17 | 4:06     |
| 10     | Wulfert van Ginkel GINAF     | 2:13:07 | 4:56     |

| Klassement | Klassement                        | Klassement | Klassement |
| Pos.       | Coureur                           | Tijd       | Verschil   |
| ---------- | --------------------------------- | ---------- | ---------- |
| 1          | Ayrat Mardeev Kamaz               | 38:24:13   | -          |
| 2          | Eduard Nikolaev Kamaz             | 38:35:24   | 11:11      |
| 3          | Andrei Olégovich Kargínov Kamaz   | 39:11:57   | 47:44      |
| 4          | Aleš Loprais MAN                  | 39:46:06   | 1:21:53    |
| 5          | Dmitry Sergeyevich Sotnikov Kamaz | 40:48:29   | 2:24:16    |
| 6          | Hans Stacey Iveco                 | 40:57:20   | 2:33:07    |
| 7          | Martin Kolomý Tatra               | 42:28:32   | 4:04:19    |
| 8          | Marcel van Vliet MAN              | 42:45:53   | 4:21:40    |
| 9          | Aleksandr Vasilevski MAZ          | 45:12:46   | 6:48:33    |
| 10         | Gerard de Rooy Iveco              | 45:31:21   | 7:07:08    |

## Etappe 12: Termas de Río Hondo-Rosario
| Motoren | Quads | Auto's | Trucks | Totaal |
| ------- | ----- | ------ | ------ | ------ |
| 0       | 0     | 0      | 1      | 1      |

Toby Price was de winnaar van deze etappe richting Rosario, terwijl Marc Coma gecontroleerd reed. Bij de quads heeft leider Rafał Krzysztof Sonik dezelfde strategie, terwijl Christophe Declerck voor de 2e keer de snelste van de dag was. Bij de auto's was Orlando Terranova opnieuw de snelste man, voor de 4e keer al deze editie. Bij de trucks was er een gevecht om de dagzege tussen 3 Nederlanders, waarbij Hans Stacey zich opnieuw de snelste toonde. Hij bleef Marcel van Vliet en Gerard de Rooy nipt voor.

### Motoren
| Etappe | Etappe                  | Etappe  | Etappe   |
| Pos.   | Coureur                 | Tijd    | Verschil |
| ------ | ----------------------- | ------- | -------- |
| 1      | Toby Price KTM          | 3:19:04 | -        |
| 2      | Joan Barreda Bort Honda | 3:20:59 | 1:55     |
| 3      | Paulo Gonçalves Honda   | 3:22:06 | 3:02     |
| 4      | Ivan Jakeš KTM          | 3:22:12 | 3:08     |
| 5      | Štefan Svitko KTM       | 3:24:05 | 5:01     |
| 6      | Marc Coma KTM           | 3:25:29 | 6:25     |
| 7      | Helder Rodrigues Honda  | 3:27:44 | 8:40     |
| 8      | Pablo Quintanilla KTM   | 3:29:11 | 10:07    |
| 9      | Frans Verhoeven Yamaha  | 3:29:55 | 10:51    |
| 10     | Laia Sanz Honda         | 3:31:46 | 12:42    |

| Klassement | Klassement            | Klassement | Klassement |
| Pos.       | Coureur               | Tijd       | Verschil   |
| ---------- | --------------------- | ---------- | ---------- |
| 1          | Marc Coma KTM         | 45:08:32   | -          |
| 2          | Paulo Gonçalves Honda | 45:26:21   | 17:49      |
| 3          | Toby Price KTM        | 45:33:50   | 25:18      |
| 4          | Pablo Quintanilla KTM | 45:45:29   | 36:57      |
| 5          | Štefan Svitko KTM     | 45:55:15   | 46:43      |
| 6          | Ruben Faria KTM       | 46:59:11   | 1:50:39    |
| 7          | David Casteu KTM      | 47:03:41   | 1:55:09    |
| 8          | Laia Sanz Honda       | 47:28:09   | 2:19:37    |
| 9          | Ivan Jakeš KTM        | 47:30:01   | 2:21:29    |
| 10         | Olivier Pain Yamaha   | 48:12:53   | 3:04:21    |

### Quads
| Etappe | Etappe                           | Etappe  | Etappe   |
| Pos.   | Coureur                          | Tijd    | Verschil |
| ------ | -------------------------------- | ------- | -------- |
| 1      | Christophe Declerck Yamaha       | 3:47:15 | -        |
| 2      | Nelson Sanabria Galeano Yamaha   | 3:54:24 | 7:09     |
| 3      | Walter Nosiglia Honda            | 3:56:46 | 9:31     |
| 4      | Rafał Sonik Yamaha               | 3:57:20 | 10:05    |
| 5      | Willem Saaijman Yamaha           | 3:57:42 | 10:27    |
| 6      | Jeremías González Ferioli Yamaha | 3:59:36 | 12:21    |
| 7      | Sebastián Palma González Can-Am  | 4:00:02 | 12:47    |
| 8      | Daniel Domaszewski Honda         | 4:02:10 | 14:55    |
| 9      | Giuliano Horacio Giordana Yamaha | 4:04:18 | 17:03    |
| 10     | Santiago Hansen Honda            | 4:20:39 | 33:24    |

| Klassement | Klassement                       | Klassement | Klassement |
| Pos.       | Coureur                          | Tijd       | Verschil   |
| ---------- | -------------------------------- | ---------- | ---------- |
| 1          | Rafał Sonik Yamaha               | 56:05:18   | -          |
| 2          | Jeremías González Ferioli Yamaha | 58:57:35   | 2:52:17    |
| 3          | Walter Nosiglia Honda            | 59:46:47   | 3:41:29    |
| 4          | Nelson Sanabria Galean Yamaha    | 60:18:49   | 4:13:31    |
| 5          | Christophe Declerck Yamaha       | 62:02:08   | 5:56:50    |
| 6          | Daniel Domaszewski Honda         | 64:49:35   | 8:44:17    |
| 7          | Sebastián Palma González Can-Am  | 66:35:53   | 10:30:35   |
| 8          | Santiago Hansen Honda            | 69:24:36   | 13:19:18   |
| 9          | Willem Saaijman Yamaha           | 69:42:12   | 13:36:54   |
| 10         | André Suguita Can-Am             | 78:21:04   | 22:15:46   |

### Auto's
| Etappe | Etappe                       | Etappe  | Etappe   |
| Pos.   | Coureur                      | Tijd    | Verschil |
| ------ | ---------------------------- | ------- | -------- |
| 1      | Orlando Terranova Mini       | 3:04:06 | -        |
| 2      | Vladimir Vasilyev Mini       | 3:04:36 | 0:30     |
| 3      | Emiliano Spataro Renault     | 3:05:35 | 1:29     |
| 4      | Nasser Al-Attiyah Mini       | 3:05:43 | 1:37     |
| 5      | Bernhard ten Brinke Toyota   | 3:05:56 | 1:50     |
| 6      | Carlos Sousa Mitsubishi      | 3:05:58 | 1:52     |
| 7      | Stéphane Peterhansel Peugeot | 3:08:10 | 4:04     |
| 8      | Krzysztof Hołowczyc Mini     | 3:08:45 | 4:39     |
| 9      | Robby Gordon Gordini         | 3:09:26 | 5:20     |
| 10     | Aydin Rakhimbaev Mini        | 3:10:21 | 6:15     |

| Klassement | Klassement                 | Klassement | Klassement |
| Pos.       | Coureur                    | Tijd       | Verschil   |
| ---------- | -------------------------- | ---------- | ---------- |
| 1          | Nasser Al-Attiyah Mini     | 40:18:30   | -          |
| 2          | Giniel De Villiers Toyota  | 40:54:09   | 35:39      |
| 3          | Krzysztof Hołowczyc Mini   | 41:50:21   | 1:31:51    |
| 4          | Erik van Loon Mini         | 43:20:04   | 3:01:34    |
| 5 1        | Vladimir Vasilyev Mini     | 43:30:49   | 3:12:19    |
| 6 1        | Christian Lavieille Toyota | 43:33:46   | 3:15:16    |
| 7          | Bernhard ten Brinke Toyota | 44:00:23   | 3:41:53    |
| 8          | Carlos Sousa Mitsubishi    | 44:03:05   | 3:44:35    |
| 9          | Aydin Rakhimbaev Mini      | 44:26:17   | 4:07:47    |
| 10         | Ronan Chabot SMG           | 45:00:07   | 4:41:37    |

### Trucks
| Etappe | Etappe                            | Etappe  | Etappe   |
| Pos.   | Coureur                           | Tijd    | Verschil |
| ------ | --------------------------------- | ------- | -------- |
| 1      | Hans Stacey Iveco                 | 3:33:39 | -        |
| 2      | Marcel van Vliet MAN              | 3:33:57 | 0:18     |
| 3      | Gerard de Rooy Iveco              | 3:34:07 | 0:28     |
| 4      | Dmitry Sergeyevich Sotnikov Kamaz | 3:34:48 | 1:09     |
| 5      | Ayrat Mardeev Kamaz               | 3:34:54 | 1:15     |
| 6      | Andrei Olégovich Kargínov Kamaz   | 3:35:50 | 2:11     |
| 7      | Martin Kolomý Tatra               | 3:35:57 | 2:18     |
| 8      | Eduard Nikolaev Kamaz             | 3:36:26 | 2:47     |
| 9      | Wulfert van Ginkel GINAF          | 3:39:07 | 5:28     |
| 10     | Jos Smink GINAF                   | 3:43:46 | 10:07    |

| Klassement | Klassement                        | Klassement | Klassement |
| Pos.       | Coureur                           | Tijd       | Verschil   |
| ---------- | --------------------------------- | ---------- | ---------- |
| 1          | Ayrat Mardeev Kamaz               | 41:59:07   | -          |
| 2          | Eduard Nikolaev Kamaz             | 42:11:50   | 12:43      |
| 3          | Andrei Olégovich Kargínov Kamaz   | 42:47:47   | 48:40      |
| 4          | Aleš Loprais MAN                  | 43:44:50   | 1:45:43    |
| 5          | Dmitry Sergeyevich Sotnikov Kamaz | 44:23:17   | 2:24:10    |
| 6          | Hans Stacey Iveco                 | 44:30:59   | 2:31:52    |
| 7          | Martin Kolomý Tatra               | 46:04:29   | 4:05:22    |
| 8          | Marcel van Vliet MAN              | 46:19:50   | 4:20:43    |
| 9          | Aleksandr Vasilevski MAZ          | 49:02:58   | 7:03:51    |
| 10         | Gerard de Rooy Iveco              | 49:05:28   | 7:06:21    |

## Etappe 13: Rosario-Buenos Aires
| Motoren | Quads | Auto's | Trucks | Totaal |
| ------- | ----- | ------ | ------ | ------ |
| 0       | 0     | 0      | 0      | 0      |

Ivan Jakeš wist de laatste etappe te winnen terwijl Marc Coma weer een eindzege behaalde. Paulo Gonçalves en Toby Price vergezelden hem op het podium. Bij de quads was Rafał Krzysztof Sonik de grote winnaar. Bij de auto's was Giniel De Villiers constant aan het jagen, maar was de eindzege voor Nasser Saleh Al-Attiyah. Bij de trucks was er een volledig Kamaz podium.

### Motoren
| Etappe | Etappe                     | Etappe  | Etappe   |
| Pos.   | Coureur                    | Tijd    | Verschil |
| ------ | -------------------------- | ------- | -------- |
| 1      | Ivan Jakeš KTM             | 52:06   | -        |
| 2      | Štefan Svitko KTM          | 52:51   | 0:45     |
| 3      | Toby Price KTM             | 53:13   | 1:07     |
| 4      | Paulo Gonçalves Honda      | 53:21   | 1:15     |
| 5      | Marc Coma KTM              | 55:17   | 3:11     |
| 6      | Hans Vogels KTM            | 55:42   | 3:36     |
| 7      | Frans Verhoeven Yamaha     | 56:41   | 4:35     |
| 8      | Pablo Quintanilla KTM      | 56:58   | 4:52     |
| 9      | Xavier De Soultrait Yamaha | 58:00   | 5:54     |
| 10     | Laia Sanz Honda            | 1:00:01 | 7:55     |

| Klassement | Klassement            | Klassement | Klassement |
| Pos.       | Coureur               | Tijd       | Verschil   |
| ---------- | --------------------- | ---------- | ---------- |
| 1          | Marc Coma KTM         | 46:03:49   | -          |
| 2          | Paulo Gonçalves Honda | 46:20:42   | 16:53      |
| 3          | Toby Price KTM        | 46:27:03   | 23:14      |
| 4          | Pablo Quintanilla KTM | 46:42:27   | 38:38      |
| 5          | Štefan Svitko KTM     | 46:48:06   | 44:17      |
| 6          | Ruben Faria KTM       | 48:01:39   | 1:57:50    |
| 7          | David Casteu KTM      | 48:04:03   | 2:00:14    |
| 8 1        | Ivan Jakeš KTM        | 48:22:07   | 2:18:18    |
| 9 1        | Laia Sanz Honda       | 48:28:10   | 2:24:21    |
| 10         | Olivier Pain Yamaha   | 49:12:58   | 3:09:09    |

### Quads
| Etappe | Etappe                           | Etappe  | Etappe   |
| Pos.   | Coureur                          | Tijd    | Verschil |
| ------ | -------------------------------- | ------- | -------- |
| 1      | Willem Saaijman Yamaha           | 1:05:05 | -        |
| 2      | Christophe Declerck Yamaha       | 1:05:11 | 0:06     |
| 3      | Daniel Domaszewski Honda         | 1:05:14 | 0:09     |
| 4      | Juan Carlos Carignani Yamaha     | 1:05:44 | 0:39     |
| 5      | Nelson Sanabria Galeano Yamaha   | 1:08:47 | 3:42     |
| 6      | Pablo Luis Bustamante Can-Am     | 1:10:21 | 5:16     |
| 7      | Sebastián Palma González Can-Am  | 1:13:00 | 7:55     |
| 8      | Rafał Sonik Yamaha               | 1:13:21 | 8:16     |
| 9      | Walter Nosiglia Honda            | 1:14:48 | 9:43     |
| 10     | Jeremías González Ferioli Yamaha | 1:15:54 | 10:49    |

| Klassement | Klassement                       | Klassement | Klassement |
| Pos.       | Coureur                          | Tijd       | Verschil   |
| ---------- | -------------------------------- | ---------- | ---------- |
| 1          | Rafał Sonik Yamaha               | 57:18:39   | -          |
| 2          | Jeremías González Ferioli Yamaha | 60:13:29   | 2:54:50    |
| 3          | Walter Nosiglia Honda            | 61:01:35   | 3:42:56    |
| 4          | Nelson Sanabria Galean Yamaha    | 61:28:36   | 4:09:57    |
| 5          | Christophe Declerck Yamaha       | 63:07:19   | 5:48:40    |
| 6          | Daniel Domaszewski Honda         | 65:54:49   | 8:36:10    |
| 7          | Sebastián Palma González Can-Am  | 67:48:53   | 10:30:14   |
| 8          | Santiago Hansen Honda            | 70:43:09   | 13:24:30   |
| 9          | Willem Saaijman Yamaha           | 70:47:17   | 13:28:38   |
| 10         | André Suguita Can-Am             | 79:39:53   | 22:21:14   |

### Auto's
| Etappe | Etappe                     | Etappe | Etappe   |
| Pos.   | Coureur                    | Tijd   | Verschil |
| ------ | -------------------------- | ------ | -------- |
| 1      | Robby Gordon Gordini       | 13:16  | -        |
| 2      | Leeroy Poulter Toyota      | 13:41  | 0:25     |
| 3      | Emiliano Spataro Renault   | 13:45  | 0:29     |
| 4      | Orlando Terranova Mini     | 13:47  | 0:31     |
| 5      | Giniel De Villiers Toyota  | 13:50  | 0:34     |
| 6      | Nasser Al-Attiyah Mini     | 13:55  | 0:39     |
| 7      | Bernhard ten Brinke Toyota | 14:04  | 0:48     |
| 8      | Krzysztof Hołowczyc Mini   | 14:05  | 0:49     |
| 9      | Erik van Loon Mini         | 14:13  | 0:57     |
| 10     | Vladimir Vasilyev Mini     | 14:17  | 1:01     |

| Klassement | Klassement                 | Klassement | Klassement |
| Pos.       | Coureur                    | Tijd       | Verschil   |
| ---------- | -------------------------- | ---------- | ---------- |
| 1          | Nasser Al-Attiyah Mini     | 40:32:25   | -          |
| 2          | Giniel De Villiers Toyota  | 41:07:59   | 35:34      |
| 3          | Krzysztof Hołowczyc Mini   | 42:04:26   | 1:32:01    |
| 4          | Erik van Loon Mini         | 43:34:17   | 3:01:52    |
| 5          | Vladimir Vasilyev Mini     | 43:45:06   | 3:12:41    |
| 6          | Christian Lavieille Toyota | 43:48:23   | 3:15:58    |
| 7          | Bernhard ten Brinke Toyota | 44:14:27   | 3:42:02    |
| 8          | Carlos Sousa Mitsubishi    | 44:17:24   | 3:44:59    |
| 9          | Aydin Rakhimbaev Mini      | 44:41:09   | 4:08:44    |
| 10         | Ronan Chabot SMG           | 45:15:01   | 4:42:36    |

### Trucks
| Etappe | Etappe                            | Etappe | Etappe   |
| Pos.   | Coureur                           | Tijd   | Verschil |
| ------ | --------------------------------- | ------ | -------- |
| 1      | Hans Stacey Iveco                 | 20:31  | -        |
| 2      | Marcel van Vliet MAN              | 21:52  | 1:21     |
| 3      | Ayrat Mardeev Kamaz               | 22:54  | 2:23     |
| 4      | Dmitry Sergeyevich Sotnikov Kamaz | 23:16  | 2:45     |
| 5      | Eduard Nikolaev Kamaz             | 24:03  | 3:32     |
| 6      | Martin Kolomý Tatra               | 25:01  | 4:30     |
| 7      | Gerard de Rooy Iveco              | 25:14  | 4:43     |
| 7      | Andrei Olégovich Kargínov Kamaz   | 25:14  | 4:43     |
| 9      | Martin van den Brink Renault      | 26:51  | 6:20     |
| 10     | Siarhei Viazovich MAZ             | 28:19  | 7:48     |

| Klassement | Klassement                        | Klassement | Klassement |
| Pos.       | Coureur                           | Tijd       | Verschil   |
| ---------- | --------------------------------- | ---------- | ---------- |
| 1          | Ayrat Mardeev Kamaz               | 42:22:01   | -          |
| 2          | Eduard Nikolaev Kamaz             | 42:35:53   | 13:52      |
| 3          | Andrei Olégovich Kargínov Kamaz   | 43:13:01   | 51:00      |
| 4          | Aleš Loprais MAN                  | 44:18:38   | 1:56:37    |
| 5          | Dmitry Sergeyevich Sotnikov Kamaz | 44:46:33   | 2:24:32    |
| 6          | Hans Stacey Iveco                 | 44:51:30   | 2:29:29    |
| 7          | Martin Kolomý Tatra               | 46:29:30   | 4:07:29    |
| 8          | Marcel van Vliet MAN              | 46:41:42   | 4:19:41    |
| 9 1        | Gerard de Rooy Iveco              | 49:30:42   | 7:08:41    |
| 10 1       | Aleksandr Vasilevski MAZ          | 49:31:00   | 7:08:59    |

## Uitslagen

### Etappewinnaars en Klassementsleiders
| Etappe | Motoren                 | Motoren                 | Quads                            | Quads                                | Auto's                 | Auto's                 | Trucks                | Trucks                |
| Etappe | Etappewinnaar           | Klassementsleider       | Etappewinnaar                    | Klassementsleider                    | Etappewinnaar          | Klassementsleider      | Etappewinnaar         | Klassementsleider     |
| ------ | ----------------------- | ----------------------- | -------------------------------- | ------------------------------------ | ---------------------- | ---------------------- | --------------------- | --------------------- |
| 1      | Sam Sunderland KTM      | Sam Sunderland KTM      | Ignacio Casale Yamaha            | Ignacio Casale Yamaha                | Orlando Terranova Mini | Orlando Terranova Mini | Hans Stacey Iveco     | Hans Stacey Iveco     |
| 2      | Joan Barreda Bort Honda | Joan Barreda Bort Honda | Ignacio Casale Yamaha            | Ignacio Casale Yamaha                | Nasser Al-Attiyah Mini | Nasser Al-Attiyah Mini | Eduard Nikolaev Kamaz | Eduard Nikolaev Kamaz |
| 3      | Matthias Walkner KTM    | Joan Barreda Bort Honda | Lucas Bonetto Honda              | Sergio Roberto Lafuente Rocha Yamaha | Orlando Terranova Mini | Nasser Al-Attiyah Mini | Ayrat Mardeev Kamaz   | Ayrat Mardeev Kamaz   |
| 4      | Joan Barreda Bort Honda | Joan Barreda Bort Honda | Rafał Sonik Yamaha               | Rafał Sonik Yamaha                   | Nasser Al-Attiyah Mini | Nasser Al-Attiyah Mini | Eduard Nikolae Kamaz  | Ayrat Mardeev Kamaz   |
| 5      | Marc Coma KTM           | Joan Barreda Bort Honda | Rafał Sonik Yamaha               | Rafał Sonik Yamaha                   | Vladimir Vasilyev Mini | Nasser Al-Attiyah Mini | Eduard Nikolaev Kamaz | Eduard Nikolae Kamaz  |
| 6      | Helder Rodrigues Honda  | Joan Barreda Bort Honda | Ignacio Casale Yamaha            | Rafał Sonik Yamaha                   | Nasser Al-Attiyah Mini | Nasser Al-Attiyah Mini | Eduard Nikolaev Kamaz | Eduard Nikolae Kamaz  |
| 7      | Paulo Gonçalves Honda   | Joan Barreda Bort Honda | Nelson Sanabria Galeano Yamaha   | Rafał Sonik Yamaha                   | Orlando Terranova Mini | Nasser Al-Attiyah Mini | Aleš Loprais MAN      | Ayrat Mardeev Kamaz   |
| 8      | Pablo Quintanilla KTM   | Marc Coma KTM           | Jeremías González Ferioli Yamaha | Ignacio Casale Yamaha                | Yazeed Al-Rajhi Toyota | Nasser Al-Attiyah Mini | Eduard Nikolaev Kamaz | Ayrat Mardeev Kamaz   |
| 9      | Helder Rodrigues Honda  | Marc Coma KTM           | Víctor Gallegos Honda            | Rafał Son Yamaha                     | Nani Roma Mini         | Nasser Al-Attiyah Mini | Ayrat Mardeev Kamaz   | Ayrat Mardeev Kamaz   |
| 10     | Joan Barreda Bort Honda | Marc Coma KTM           | Nelson Sanabria Galeano Yamaha   | Rafał Son Yamaha                     | Nasser Al-Attiyah Mini | Nasser Al-Attiyah Mini | Eduard Nikolaev Kamaz | Ayrat Mardeev Kamaz   |
| 11     | Ivan Jakeš KTM          | Marc Coma KTM           | Christophe Declerck Yamaha       | Rafał Son Yamaha                     | Nasser Al-Attiyah Mini | Nasser Al-Attiyah Mini | Hans Stacey Iveco     | Ayrat Mardeev Kamaz   |
| 12     | Toby Price KTM          | Marc Coma KTM           | Christophe Declerck Yamaha       | Rafał Son Yamaha                     | Orlando Terranova Mini | Nasser Al-Attiyah Mini | Hans Stacey Iveco     | Ayrat Mardeev Kamaz   |
| 13     | Ivan Jakeš KTM          | Marc Coma KTM           | Willem Saaijman Yamaha           | Rafał Son Yamaha                     | Robby Gordon Gordini   | Nasser Al-Attiyah Mini | Hans Stacey Iveco     | Ayrat Mardeev Kamaz   |

### Eindklassement
| Motoren                        | Motoren                                                     | Motoren                                                     | Motoren  | Quads    | Quads                                                                | Quads                                                          | Quads     | Auto's   | Auto's                                                               | Auto's                                                     | Auto's   | Trucks   | Trucks                                                                                 | Trucks   | Trucks   |
| Pos.                           | Coureur                                                     | Tijd                                                        | Verschil | Pos.     | Coureur                                                              | Tijd                                                           | Verschil  | Pos.     | Coureur                                                              | Tijd                                                       | Verschil | Pos.     | Coureur                                                                                | Tijd     | Verschil |
| ------------------------------ | ----------------------------------------------------------- | ----------------------------------------------------------- | -------- | -------- | -------------------------------------------------------------------- | -------------------------------------------------------------- | --------- | -------- | -------------------------------------------------------------------- | ---------------------------------------------------------- | -------- | -------- | -------------------------------------------------------------------------------------- | -------- | -------- |
| Goud                           | Marc Coma KTM 450 Rally Replica                             | 46:03:49                                                    | -        | Goud     | Rafał Sonik Yamaha Raptor 700                                        | 57:18:39                                                       | -         | Goud     | Nasser Al-Attiyah Matthieu Baumel Mini All4 Racing                   | 40:32:25                                                   | -        | Goud     | Ayrat Mardeev Aydar Belyaev Raisovich Dmitriy Svistunov Kamaz 4326-9                   | 42:22:01 | -        |
| Zilver                         | Paulo Gonçalves Honda CRF 450 Rally                         | 46:20:42                                                    | 00:16:53 | Zilver   | Jeremías González Ferioli Yamaha Raptor 700                          | 60:13:29                                                       | 02:54:50  | Zilver   | Giniel De Villiers Dirk von Zitzewitz Toyota Hilux                   | 41:07:59                                                   | 00:35:34 | Zilver   | Eduard Nikolaev Evgeny Yakovlev Ruslan Khalilovich Akhmadeev Kamaz 4326-9              | 42:35:53 | 00:13:52 |
| Brons                          | Toby Price KTM 450 Rally Replica                            | 46:27:03                                                    | 00:23:14 | Brons    | Walter Nosiglia Honda TRX 700XX                                      | 61:01:35                                                       | 03:42:56  | Brons    | Krzysztof Hołowczyc Xavier Panseri Mini All4 Racing                  | 42:04:26                                                   | 01:32:01 | Brons    | Andrei Olégovich Kargínov Andrey Viktorovich Mokeev Igor Ivanovich Leonov Kamaz 4326-9 | 43:13:01 | 00:51:00 |
| 4                              | Pablo Quintanilla KTM 450 Rally Replica                     | 46:42:27                                                    | 00:38:38 | 4        | Nelson Sanabria Galeano Yamaha Raptor 700                            | 61:28:36                                                       | 04:09:54  | 4        | Erik van Loon Wouter Rosegaar Mini All4 Racing                       | 43:34:17                                                   | 03:01:52 | 4        | Aleš Loprais Ferran Marco Alcayna Jan van der Vaet MAN 2251                            | 44:18:38 | 01:56:37 |
| 5                              | Štefan Svitko KTM 450 Rally Replica                         | 46:48:06                                                    | 00:44:17 | 5        | Christophe Declerck Yamaha Raptor 700                                | 63:07:19                                                       | 05:48:40  | 5        | Vladimir Vasilyev Konstantin Vladimirovich Zhiltsov Mini All4 Racing | 43:45:06                                                   | 03:12:41 | 5        | Dmitry Sergeyevich Sotnikov Igor Viktorovich Devyatkin Andrey Aferin Kamaz 4326-9      | 44:46:33 | 02:24:32 |
| 6                              | Ruben Faria KTM 450 Rally Replica                           | 48:01:39                                                    | 01:57:50 | 6        | Daniel Domaszewski Honda TRX 700XX                                   | 65:54:49                                                       | 08:36:10  | 6        | Christian Lavieille Pascal Maimon Toyota Hilux                       | 43:48:23                                                   | 03:15:58 | 6        | Hans Stacey Serge Bruynkens Bernard der Kinderen Iveco Powerstar Torpedo               | 44:51:30 | 02:29:29 |
| 7                              | David Casteu KTM 450 Rally                                  | 48:04:03                                                    | 02:00:14 | 7        | Sebastián Palma González Can-Am Renegade 800                         | 67:48:53                                                       | 10:30:14  | 7        | Bernhard ten Brinke Tom Colsoul Toyota Hilux                         | 44:14:27                                                   | 03:42:02 | 7        | Martin Kolomý René Kilián David Kilián Tatra T815                                      | 46:29:30 | 04:07:29 |
| 8                              | Ivan Jakeš KTM 450 Rally Replica                            | 48:22:07                                                    | 02:18:18 | 8        | Santiago Hansen Honda TRX 700XX                                      | 70:43:09                                                       | 13:24:30  | 8        | Carlos Sousa Paulo Fiuza Mitsubishi ASX Racing                       | 44:17:24                                                   | 03:44:59 | 8        | Marcel van Vliet Marcel Pronk Artur Klein MAN TGS 480                                  | 46:41:42 | 04:19:41 |
| 9                              | Laia Sanz Honda CRF 450 Rally                               | 48:28:10                                                    | 02:24:21 | 9        | Willem Saaijman Yamaha Raptor 700                                    | 70:47:17                                                       | 13:28:38  | 9        | Aydin Rakhimbaev Anton Nikolaev Mini All4 Racing                     | 44:41:09                                                   | 04:08:44 | 9        | Gerard de Rooy Dariusz Rodewald Jurgen Damen Iveco Powerstar Torpedo                   | 49:30:42 | 07:08:41 |
| 10                             | Olivier Pain Yamaha WRF 450                                 | 49:12:58                                                    | 03:09:09 | 10       | André Suguita Can-Am Renegade                                        | 79:39:53                                                       | 22:21:14  | 10       | Ronan Chabot Gilles Pillot SMG Original                              | 45:15:01                                                   | 04:42:36 | 10       | Aleksandr Vasilevski Valery Kazlouski Anton Zaparoshchanka MAZ 5309RR                  | 49:31:00 | 07:08:59 |
| Nederlanders buiten de top 10: |                                                             |                                                             |          |          |                                                                      |                                                                |           |          |                                                                      |                                                            |          |          |                                                                                        |          |          |
| 11                             | Hans Vogels KTM 450 Rally Replica                           | 49:35:39                                                    | 03:31:50 |          | 43                                                                   | Maik Willems Robert van Pelt Toyota Hilux                      | 65:11:04  | 24:38:39 | 11                                                                   | Ton van Genugten Anton van Limpt Eric van Gemert DAF CF 75 | 50:46:28 | 08:24:27 |                                                                                        |          |          |
| 15                             | Frans Verhoeven Yamaha YZF 450 Rally                        | 51:17:29                                                    | 05:13:40 | 67       | Tom Coronel Gokobra Wheel 4×2                                        | 160:35:49                                                      | 120:03:24 | 12       | Jos Smink Peter Stijkel Peter van Nieuwenburg GINAF X2222            | 50:51:22                                                   | 08:29:21 |          |                                                                                        |          |          |
| 31                             | Jurgen van den Goorbergh KTM 450 Rally Replica              | 56:49:52                                                    | 10:46:03 |          | 17                                                                   | Martin van den Brink Peter Willemsen Richard Mouw Renault K520 | 53:29:34  | 11:07:33 |                                                                      |                                                            |          |          |                                                                                        |          |          |
| 48                             | Sjors van Heertum KTM 450 Rally Replica                     | 67:25:06                                                    | 21:21:17 | 18       | Frits van Eerd Charly Gotlib Peter Vervoort DAF CF 85                | 54:53:27                                                       | 12:31:26  |          |                                                                      |                                                            |          |          |                                                                                        |          |          |
| 54                             | Jasper Riezebos KTM 450 EXC                                 | 71:32:25                                                    | 25:28:36 | 20       | Aart Schoones Gert Jan Schoones Enrico van der Donk DAF CF 85 FT     | 56:41:46                                                       | 14:19:45  |          |                                                                      |                                                            |          |          |                                                                                        |          |          |
| 64                             | Jeroen van Daele Honda CRF 450                              | 79:02:22                                                    | 32:58:33 | 21       | Peter van den Bosch Marcel Huigevoort Lambertus Gloudemans DAF CF 85 | 57:03:13                                                       | 14:41:12  |          |                                                                      |                                                            |          |          |                                                                                        |          |          |
| 66                             | Caspar van Heertum KTM 450 Rally                            | 80:29:18                                                    | 34:35:29 | 23       | Eimbert Timmermans Eric Verhagen Nick Verhoeven DAF XF 85            | 60:58:56                                                       | 18:36:55  |          |                                                                      |                                                            |          |          |                                                                                        |          |          |
| 68                             | Bas Nijen Twilhaar KTM 450 Rally Replica                    | 82:00:45                                                    | 35:56:56 | 25       | Gert Huzink Rob Buursen Gerrit Schooneveld Tatra Phœnix              | 65:16:43                                                       | 22:54:42  |          |                                                                      |                                                            |          |          |                                                                                        |          |          |
| 71                             | Caspar Schellekens KTM 450 Rally Replica                    | 85:41:41                                                    | 39:37:52 | 27       | Adwin Hoondert Wilko Hoefnagels Ton van Bussel DAF CF 75             | 68:24:49                                                       | 26:02:48  |          |                                                                      |                                                            |          |          |                                                                                        |          |          |
| 75                             | Erik Klomp Honda CRF 450 X                                  | 88:43:48                                                    | 42:39:59 | 30       | Wulfert van Ginkel Hugo Kupper Bert van Donkelaar GINAF X2222        | 71:23:02                                                       | 29:01:01  |          |                                                                      |                                                            |          |          |                                                                                        |          |          |
|                                | 31                                                          | Pascal de Baar Wouter de Graaff Martin Roesink Renault K520 | 71:27:10 | 29:05:09 |                                                                      |                                                                |           |          |                                                                      |                                                            |          |          |                                                                                        |          |          |
| 33                             | Edwin van Ginkel Herman Vaanholt Emiel Megens GINAF X2222   | 73:15:07                                                    | 30:53:06 |          |                                                                      |                                                                |           |          |                                                                      |                                                            |          |          |                                                                                        |          |          |
| 35                             | Fried van de Laar Ben van de Laar Jan van de Laar DAF CF 85 | 75:03:15                                                    | 32:41:14 |          |                                                                      |                                                                |           |          |                                                                      |                                                            |          |          |                                                                                        |          |          |
| 38                             | Vick Versteijnen Henric Verschuuren Niels Aarts DAF CF 85   | 93:34:37                                                    | 51:12:36 |          |                                                                      |                                                                |           |          |                                                                      |                                                            |          |          |                                                                                        |          |          |

#### Alternatieve Klassementen
| Marathon Motoren              | Marathon Motoren                               | Marathon Motoren | Marathon Motoren | Malle-Moto Motoren | Malle-Moto Motoren                             | Malle-Moto Motoren | Malle-Moto Motoren | Malle-Moto Quads | Malle-Moto Quads                                                         | Malle-Moto Quads                                                   | Malle-Moto Quads | C Trucks | C Trucks                                           | C Trucks | C Trucks |
| Pos.                          | Coureur                                        | Tijd             | Verschil         | Pos.               | Coureur                                        | Tijd               | Verschil           | Pos.             | Coureur                                                                  | Tijd                                                               | Verschil         | Pos.     | Coureur                                            | Tijd     | Verschil |
| ----------------------------- | ---------------------------------------------- | ---------------- | ---------------- | ------------------ | ---------------------------------------------- | ------------------ | ------------------ | ---------------- | ------------------------------------------------------------------------ | ------------------------------------------------------------------ | ---------------- | -------- | -------------------------------------------------- | -------- | -------- |
| Goud                          | Emanuel Gyenes KTM 450 Rally Replica           | 52:42:58         | -                | Goud               | Thomas Berglund KTM 450 Rally Factory          | 52:57:20           | -                  | Goud             | Carlos Alejandro Verza Yamaha Raptor 700                                 | 98:12:46                                                           | -                | Goud     | Teruhito Sugawara Hiroyuki Sugiura Hino 500 Series | 53:04:49 | -        |
| Zilver                        | Thomas Berglund KTM 450 Rally Factory          | 52:57:20         | 00:14:22         | Zilver             | Jurgen van den Goorbergh KTM 450 Rally Replica | 56:49:52           | 03:52:32           |                  | Zilver                                                                   | Yoshimasa Sugawara Katsumi Hamura Yoko Wakabayashi Hino 500 Series | 72:01:59         | 18:57:10 |                                                    |          |          |
| Brons                         | Jurgen van den Goorbergh KTM 450 Rally Replica | 56:49:52         | 04:06:54         | Brons              | Albert Hintenhaus KTM 450 Rally Replica        | 64:57:20           | 12:00:00           | Brons            | Agostino Rizzardi Loris Calubini Paolo Calabria Mercedes-Benz Unimog 400 | 97:11:47                                                           | 44:06:58         |          |                                                    |          |          |
| 4                             | Jan Veselý KTM 450 Rally Replica               | 62:43:56         | 10:00:58         | 4                  | Roberto Gajdosech Yamaha WRF 450               | 67:14:46           | 14:17:26           | 4                | Antonio Cabini Giulio Verzeletti Jacopo Cabini Mercedes-Benz Unimog 400  | 97:17:03                                                           | 44:12:14         |          |                                                    |          |          |
| 5                             | Albert Hintenhaus KTM 450 Rally Replica        | 64:57:20         | 12:14:22         | 5                  | Diocleziano Toia KTM 450 Rally                 | 71:48:17           | 18:50:57           | 5                | Marco Piana Steven Griener Norberto Cangani Mercedes-Benz Unimog 500     | 105:15:45                                                          | 52:10:56         |          |                                                    |          |          |
| Nederlanders buiten de top 5: |                                                |                  |                  |                    |                                                |                    |                    |                  |                                                                          |                                                                    |                  |          |                                                    |          |          |
| 9                             | Jasper Riezebos KTM 450 EXC                    | 71:32:25         | 18:49:27         |                    |                                                |                    |                    |                  |                                                                          |                                                                    |                  |          |                                                    |          |          |
| 16                            | Bas Nijen Twilhaar KTM 450 Rally Replica       | 82:00:45         | 29:17:47         |                    |                                                |                    |                    |                  |                                                                          |                                                                    |                  |          |                                                    |          |          |

| T2 Auto's                     | T2 Auto's                                                                           | T2 Auto's | T2 Auto's | T3 Auto's | T3 Auto's                                               | T3 Auto's | T3 Auto's | 2RM Auto's | 2RM Auto's                                                    | 2RM Auto's | 2RM Auto's | OP2 Auto's | OP2 Auto's                                 | OP2 Auto's | OP2 Auto's |
| Pos.                          | Coureur                                                                             | Tijd      | Verschil  | Pos.      | Coureur                                                 | Tijd      | Verschil  | Pos.       | Coureur                                                       | Tijd       | Verschil   | Pos.       | Coureur                                    | Tijd       | Verschil   |
| ----------------------------- | ----------------------------------------------------------------------------------- | --------- | --------- | --------- | ------------------------------------------------------- | --------- | --------- | ---------- | ------------------------------------------------------------- | ---------- | ---------- | ---------- | ------------------------------------------ | ---------- | ---------- |
| Goud                          | Jun Mitsuhashi Alain Guéhennec Toyota Land Cruiser VDJ 200                          | 54:02:48  | -         | Goud      | William Alcaraz Polaris RZR 1000 XP                     | 72:07:31  | -         | Goud       | Ronan Chabot Gilles Pillot SMG Original                       | 45:15:01   | -          | Goud       | Robby Gordon Johnny Campbell Gordini Buggy | 48:20:05   | -          |
| Zilver                        | Nicolas Gibon Akira Miura Toyota Land Cruiser VDJ 200                               | 54:08:48  | 00:06:00  | Zilver    | Francisco Leon Tomas Hirahoka Mitsubishi L200 4×4 3.2TD | 75:01:50  | 02:54:19  | Zilver     | Stéphane Peterhansel Jean-Paul Cottret Peugeot 2008 DKR       | 45:51:40   | 00:36:39   | Zilver     | Antonio Hasbún Bryan Garvey SPCNS DB62     | 89:00:15   | 40:40:10   |
| Brons                         | Alejandro Miguel Yacopini Daniel Fernando Merlo Toyota Hilux SW4 4×4 SRV            | 78:24:31  | 24:21:43  | Brons     | Xavier Foj Ignacio Santamaría Toyota Hilux              | 76:48:11  | 04:40:40  | Brons      | Patrick Sireyjol François-Xavier Béguin Chevrolet LRC30 Buggy | 46:25:14   | 01:10:13   |            |                                            |            |            |
| 4                             | Nicolas Falloux Emmanuel Baltes-Mougeot Toyota KDJ 120                              | 90:37:36  | 36:34:48  | 4         | Jes Munk Sébastien Delaunay Polaris RZR 900 EBO         | 80:47:11  | 08:39:40  | 4          | Pierre Lachaume Jean Brucy Optimus Buggy MD3                  | 46:42:13   | 01:27:12   |            |                                            |            |            |
| 5                             | Lkhamaa Namchin Byambadelger Udiikhuu Surendorj Batbold Toyota Land Cruiser VDJ 200 | 92:52:25  | 38:49:37  | 5         | Tom Coronel Gokobra Wheel 4×2                           | 160:35:49 | 88:28:18  | 5          | Éric Bernard Alexandre Vigneau Nissan Trio II Buggy           | 53:50:51   | 08:35:50   |            |                                            |            |            |
| Nederlanders buiten de top 5: |                                                                                     |           |           |           |                                                         |           |           |            |                                                               |            |            |            |                                            |            |            |
|                               |                                                                                     |           |           |           |                                                         |           |           |            |                                                               |            |            |            |                                            |            |            |

## Overleden
- De 39-jarige Poolse motorrijder en debutant Michał Hernik overleed vlak voor de finish van etappe 3, vlak bij Chilecito. Hij bezweek aan uitdroging en oververhitting. Het was op dat moment wel 50° Celsius.[125][126]

## Trivia
- Voor de Japanse Yoshimasa Sugawara is het al zijn 32e deelname en zijn 33e achtereenvolgende inschrijving. Yoshimasa heeft daarmee een record voor meeste verreden edities en de meeste deelnames achter elkaar. Omdat dat de editie van 2008 werd afgelast wordt deze niet in het record bijgehouden als zijnde een deelname, maar wordt het nog steeds als 1 reeks wordt gezien. Ook finishte Yoshimasa de Dakar Rally voor de 27e keer.[127] Voor zijn zoon Teruhito Sugawara is het de 17e Dakar Rally, waarvan zijn 10e als coureur. Ook won Teruhito het klassement voor trucks met een motorinhoud tot 10 liter.
- 208 van de 406 voertuigen bereiken de finish, en dat is 51,2%.
- De Nederlandse inschrijvingen bestonden uit 17 motoren, 1 quad, 6 auto's en 22 trucks, 46 equipes in totaal. Hiervan bereikten 10 motoren, 4 auto's en 17 trucks, 31 equipes in totaal de finish en dat is 67,4%.
- Het is voor KTM al de 14e zege op rij als constructeur in het motorklassement.
- Het is voor Yamaha de 7e zege in het quadklassement en de 16e zege voor het merk in totaal. Het behaalde eerder al 9 zeges in het motorklassement en is daarmee de enige constructeur die in meerdere klassementen meerdere keren won.
- Het is voor Mini de 4e zege op rij als constructeur in het autoklassement.
- Het is voor het Russische Kamaz al de 14e zege als constructeur in het truckklassement, waarvan de 3e keer op rij.
- Het is opnieuw dat alle 4 de constructeurs voor de 3e achtereenvolgende keer dezelfde eindklassementen winnen. het gebeurde voor het laatst van 2009 tot en met 2011 met KTM, Yamaha, Volkswagen en Kamaz.
- Voor Nasser Saleh Al-Attiyah is het al de 2e zege in het eindklassement, voor Marc Coma zelfs al de 5e, en voor de 2e keer op rij.
- Rafał Krzysztof Sonik werd de 1e Pool die een eindklassement wist te winnen in de Dakar Rally.

## Opmerkingen
1. ↑  Marathon: Motoren met motor tot 450cc waarvan bepaalde onderdelen niet mogen worden vervangen
2. 1 2  Malle-Moto: Motoren en Quads zonder enige assistentie
3. ↑  C: Trucks met een motorinhoud tot 10 liter
4. ↑  T2: Cross-Country Auto's
5. ↑  T3: Lichte Auto's rond de 1050 cm3 / UTV's
6. ↑  2RM: 2-wiel aangedreven Auto's
7. ↑  OP2: Auto's die zwaarder zijn dan 2.8 ton en minder dan 2,2 m breed